# Manchester United
Manchester United, (offiziell Manchester United Football Club) – auch bekannt als United, Man United (oft als Man Utd abgekürzt), Red Devils oder MUFC, ist ein professioneller Fußballverein mit Sitz in Old Trafford, Greater Manchester, England. Der Verein spielt in der Premier League und ist mit 20 Meistertiteln zusammen mit dem FC Liverpool englischer Rekordmeister. Der Verein wurde 1878 als Newton Heath LYR Football Club gegründet und 1902 in Manchester United umbenannt. Nachdem der Verein eine Zeit lang in Clayton, Manchester, gespielt hatte, zog er 1910 in sein heutiges Stadion, Old Trafford, um.
Neben der Rekordzahl von 20 Meisterschaften haben die Red Devils zudem 13 FA-Cups, sechs Ligapokale und 21 FA Community Shields gewonnen. Auf internationaler Ebene hat Manchester United dreimal den Europapokal der Landesmeister (UEFA Champions League) und je einmal die UEFA Europa League, den Europapokal der Pokalsieger, den UEFA-Supercup, den Weltpokal und die FIFA-Klub-Weltmeisterschaft gewonnen. 1968, zehn Jahre nach dem Tod von acht Spielern des Vereins bei der Flugzeugkatastrophe in München, wurde Manchester United unter der Leitung von Matt Busby der erste englische Verein, der den Europapokal der Landesmeister gewann. Sir Alex Ferguson ist der dienstälteste und erfolgreichste Trainer des Vereins, der zwischen 1986 und 2013 insgesamt 38 Trophäen gewann, darunter 13 Meistertitel, fünf FA-Cups und zwei Champions-League-Titel. 1999 gelang es dem Verein unter Ferguson als erstem in der Geschichte des englischen Fußballs, das Triple aus Premier League, FA-Cup und Champions League zu gewinnen. Seit dem Gewinn der Europa League unter José Mourinho 2017 ist der Verein neben Juventus Turin, Ajax Amsterdam, FC Bayern München und dem FC Chelsea einer von fünf Vereinen, der die drei wichtigsten UEFA-Vereinswettbewerbe (Champions League, Europa League und Europapokal der Pokalsieger) gewonnen hat.
Manchester United ist einer der am meisten unterstützten Fußballvereine der Welt und hat weltweit mehr Anhänger als jeder andere englische Fußballverein. Größter Rivale ist der sportlich ähnlich erfolgreiche FC Liverpool. Weitere Rivalen sind daneben Manchester City, der FC Arsenal und Leeds United. Manchester United war in der Saison 2016/17 mit einem Jahresumsatz von 676,3 Millionen Euro der einkommensstärkste Fußballverein der Welt und ist 2023 mit einem Wert von 6 Milliarden Dollar (umgerechnet 5,64 Milliarden Euro) der zweitwertvollste Fußballverein der Welt. Nach dem Börsengang an der Londoner Börse im Jahr 1991 wurde der Klub 2005 durch den amerikanischen Geschäftsmann Malcolm Glazer im Wert von fast 800 Millionen Pfund den bisherigen Eigentümern abgekauft, wovon über 500 Millionen Pfund geliehenes Geld zu Schulden des Klubs wurden. Ab 2012 wurden einige Aktien des Klubs an der New Yorker Börse notiert, obwohl die Glazer-Familie die Gesamteigentümerschaft und Kontrolle über den Klub behielt. Seit Anfang 2024 hat der nahe Manchester aufgewachsene Geschäftsmann und lebenslange Manchester United-Fan Jim Ratcliffe die sportliche Leitung und den größten Anteil an der Eigentümerschaft als Einzelperson.

## Geschichte

### Die Anfänge (1878–1945)

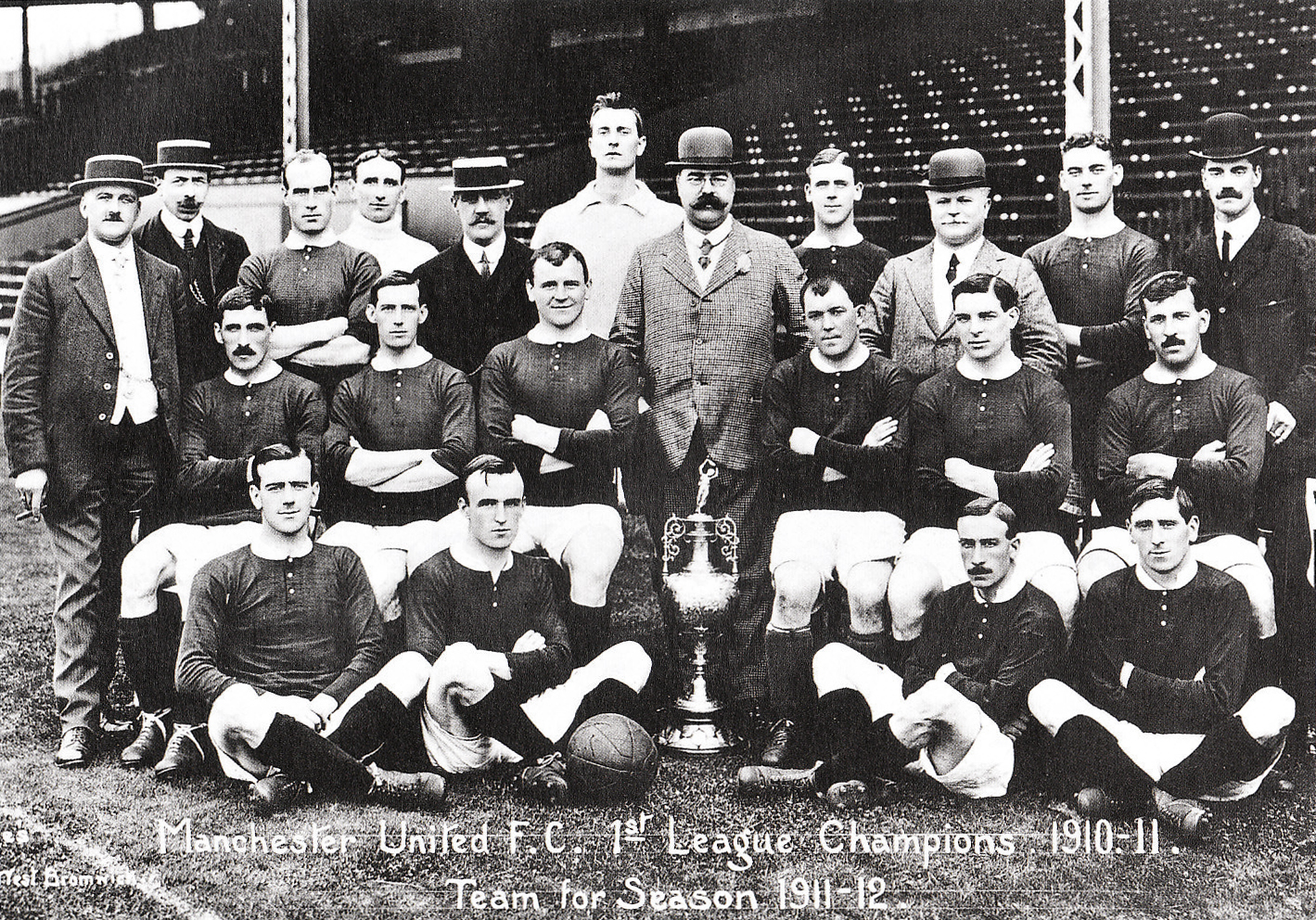
Die Mannschaft von Manchester United in der Saison 1911–12

Manchester United wurde 1878 als Newton Heath LYR Football Club von den Eisenbahnwerkstätten der Lancashire and Yorkshire Railway (LYR) in Newton Heath gegründet. Die Mannschaft spielte zunächst gegen andere Abteilungen und Eisenbahngesellschaften, aber am 20. November 1880 bestritt sie ihr erstes aufgezeichnetes Spiel; sie trug die Farben der Eisenbahngesellschaft – grün und gold – und wurde von der Reservemannschaft der Bolton Wanderers mit 6:0 besiegt. 1888 wurde der Verein Gründungsmitglied der Combination, einer regionalen Fußballliga. Nachdem die Liga nach nur einer Saison aufgelöst worden war, trat Newton Heath der neu gegründeten Football Alliance bei, die drei Spielzeiten lang bestand, bevor sie mit der Football League fusionierte. Dies hatte zur Folge, dass der Verein in der Saison 1892/93 in der First Division antrat. Zu diesem Zeitpunkt war er bereits von der Eisenbahngesellschaft unabhängig geworden und hatte das „LYR“ aus seinem Namen gestrichen. Nach zwei Spielzeiten stieg der Verein in die Second Division ab.
Im Januar 1902 wurde der Verein mit Schulden in Höhe von 2.670 Pfund – das entspricht 310.000 Pfund im Jahr 2023 – aufgelöst. Kapitän Harry Stafford fand vier örtliche Geschäftsleute, darunter John Henry Davies (der Präsident des Vereins wurde), die bereit waren, jeweils 500 Pfund als Gegenleistung für eine direkte Beteiligung an der Leitung des Vereins zu investieren und die daraufhin den Namen änderten; am 24. April 1902 wurde Manchester United offiziell gegründet. Unter Ernest Mangnall, der 1903 das Amt des Managers übernahm, wurde die Mannschaft 1906 Vizemeister der Second Division und sicherte sich den Aufstieg in die First Division, die sie 1908 gewann – der erste Meistertitel des Vereins. Die folgende Saison begann mit dem Sieg im ersten Charity Shield und endete mit dem ersten FA-Cup-Titel des Vereins. Manchester United gewann 1911 zum zweiten Mal die First Division, doch am Ende der folgenden Saison verließ Mangnall den Verein und schloss sich Manchester City an.
Im Jahr 1922, drei Jahre nach der Wiederaufnahme des Fußballs nach dem Ersten Weltkrieg, stieg der Verein in die Second Division ab, wo er bis zum Wiederaufstieg 1925 blieb. Nach dem erneuten Abstieg im Jahr 1931 wurde Manchester United zu einer Fahrstuhlmannschaft und erreichte 1934 mit Platz 20 in der Second Division seinen bisher tiefsten Stand. Nach dem Tod des Hauptgeldgebers John Henry Davies im Oktober 1927 verschlechterte sich die finanzielle Lage des Vereins so sehr, dass Manchester United wahrscheinlich bankrottgegangen wäre, wenn nicht James W. Gibson im Dezember 1931 2.000 Pfund investiert und die Kontrolle über den Verein übernommen hätte. In der Saison 1938/39, dem letzten Fußballjahr vor dem Zweiten Weltkrieg, belegte der Verein den 14. Platz.

### Die Busby-Ära (1945–1969)

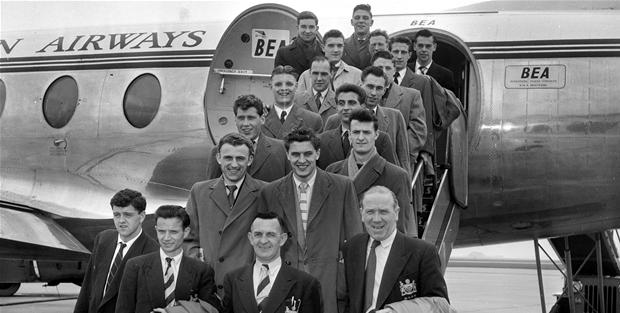
Die „Busby Babes“ anlässlich einer Dänemark-Tour 1955

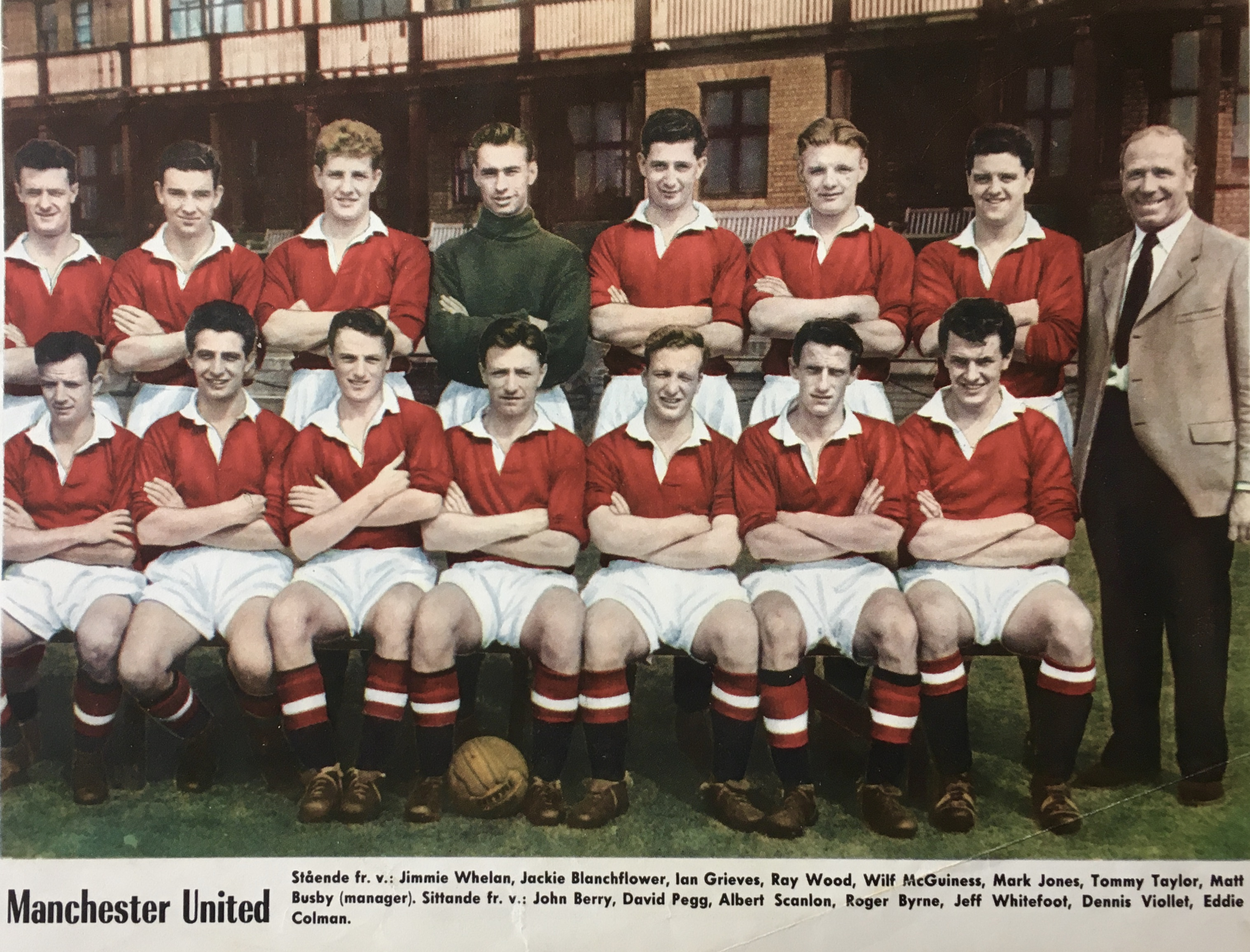
Manchester United F.C. aus dem Jahre 1957 – Bild zeigt 2. Reihe stehend v. l.: Jimmie Whelan, Jackie Blanchflower, Ian Greaves, Ray Wood, Wilf McGuinness, Mark Jones, Tommy Taylor, Matt Busby (Manager);1. Reihe hockend v. l.: Johnny Berry, David Pegg, Albert Scanlon, Roger Byrne (Kapitän), Jeff Whitefoot, Dennis Viollet und Eddie Colman.

Im Oktober 1945 führte die bevorstehende Wiederaufnahme des Fußballsports nach dem Krieg zur Ernennung von Matt Busby als Manager, der ein noch nie dagewesenes Maß an Kontrolle über die Mannschaftsauswahl, Spielertransfers und Trainingseinheiten forderte. Busby führte die Mannschaft 1947, 1948 und 1949 auf den zweiten Platz in der Liga und 1948 zum FA-Cup-Sieg. 1952 gewann der Verein die First Division und damit den ersten Meistertitel seit 41 Jahren. In den Jahren 1956 und 1957 wurde die Mannschaft, die ein Durchschnittsalter von 22 Jahren hatte, von den Medien als „Busby Babes“ bezeichnet, ein Beweis für Busbys Vertrauen in seine jungen Spieler. 1957 nahm Manchester United als erste englische Mannschaft am Europapokal teil, trotz der Einwände der Football League, die Chelsea in der vorangegangenen Saison diese Möglichkeit verwehrt hatte. Auf dem Weg ins Halbfinale, das gegen Real Madrid verloren ging, gelang der Mannschaft ein 10:0-Sieg gegen den belgischen Meister Anderlecht, der bis heute der größte Sieg des Vereins in der Geschichte ist.
In der folgenden Saison stürzte das Flugzeug mit den Spielern, Funktionären und Journalisten von Manchester United auf dem Heimweg vom Europapokal-Viertelfinale gegen Roter Stern Belgrad ab, als es nach dem Auftanken in München starten wollte. Die Flugzeugkatastrophe vom 6. Februar 1958 in München forderte 23 Todesopfer, darunter acht Spieler – Geoff Bent, Roger Byrne, Eddie Colman, Duncan Edwards, Mark Jones, David Pegg, Tommy Taylor und Billy Whelan – und mehrere Verletzte (siehe auch British-European-Airways-Flug 609).
Assistenztrainer Jimmy Murphy übernahm das Amt des Trainers, während Busby sich von seinen Verletzungen erholte, und die notdürftig zusammengestellte Mannschaft des Vereins erreichte das FA-Cup-Finale, das sie gegen die Bolton Wanderers verlor. In Anerkennung der Tragödie der Mannschaft lud die UEFA den Verein ein, im Europapokal 1958/59 neben dem späteren Ligameister Wolverhampton Wanderers anzutreten. Trotz der Zustimmung der Football Association entschied die Football League, dass der Verein nicht an dem Wettbewerb teilnehmen sollte, da er sich nicht qualifiziert hatte. Busby baute die Mannschaft in den 1960er Jahren wieder auf und verpflichtete Spieler wie Denis Law und Pat Crerand, die zusammen mit der nächsten Generation von Jugendspielern – darunter George Best – 1963 den FA Cup gewannen. In der folgenden Saison wurde man Zweiter in der Liga und gewann 1965 und 1967 den Titel. 1968 wurde Manchester United der erste englische Verein, der den Europapokal der Landesmeister gewann, indem er Benfica im Finale mit 4:1 besiegte – mit einer Mannschaft, in der drei europäische Fußballer des Jahres standen: Bobby Charlton, Denis Law und George Best. Anschließend vertraten sie Europa im Interkontinental-Pokal 1968 gegen Estudiantes de La Plata aus Argentinien, doch die Niederlage im Hinspiel in Buenos Aires bedeutete, dass ein 1:1-Unentschieden drei Wochen später in Old Trafford nicht zum Titelgewinn reichte. Busby trat 1969 als Trainer zurück und wurde durch den ehemaligen Manchester-United-Spieler Wilf McGuinness als Trainer der Reservemannschaft ersetzt.

### Krise und Rückkehr des Erfolgs (1969–1986)
Nach einem achten Platz in der Saison 1969/70 und einem schlechten Start in die folgende Spielzeit wurde Busby überredet, vorübergehend wieder als Manager zu fungieren, und McGuinness kehrte auf seinen Posten als Trainer der Reservemannschaft zurück. Im Juni 1971 wurde Frank O’Farrell zum Manager ernannt, blieb aber weniger als 18 Monate im Amt, bevor er im Dezember 1972 durch Tommy Docherty ersetzt wurde. Zwar rettete Docherty den Klub in dieser Saison vor dem Abstieg, musste ihn aber 1974 erleben; zu diesem Zeitpunkt hatte das Trio Best, Law und Charlton den Verein bereits verlassen. Die Mannschaft schaffte auf Anhieb den Wiederaufstieg, und erreichte 1976 das FA-Cup-Finale und scheiterte dort an Southampton. Im Folgejahr erreichte man erneut das Endspiel und besiegte Liverpool mit 2:1. Docherty wurde kurz darauf entlassen, nachdem seine Affäre mit der Frau des Physiotherapeuten bekannt geworden war.
Dave Sexton folgte im Sommer 1977 als Trainer. Trotz wichtiger Neuverpflichtungen wie Joe Jordan, Gordon McQueen, Gary Bailey und Ray Wilkins konnte die Mannschaft keine Trophäen gewinnen; 1979/80 wurde sie Liga-Zweiter, und verlor 1979 das FA-Cup-Finale gegen Arsenal. Sexton wurde 1981 entlassen, obwohl die letzten sieben Spiele gewonnen worden waren. Er wurde durch Ron Atkinson ersetzt, der sofort den britischen Rekordtransfer für Bryan Robson von dessen Ex-Verein West Bromwich Albion einstellte. Unter Atkinson gewann Manchester United 1983 und 1985 den FA Cup und schlug den Rivalen Liverpool, um 1983 den Charity Shield zu gewinnen. In der Saison 1985/86 galt der Verein nach 13 Siegen und zwei Unentschieden als Favorit auf den Meistertitel, belegte aber am Ende nur den vierten Platz. In der Folgesaison, in der United im November in Abstiegsgefahr geriet, wurde Atkinson entlassen.

### Die Ära Ferguson (1986–2013)

#### Anfangsjahre und erste Titel (1986–1992)
Die Nachfolge trat Alex Ferguson an. Die Saison wurde im Mittelfeld abgeschlossen. 1988 wurde der Verein Vizemeister hinter dem FC Liverpool. 1990 stand Ferguson kurz vor seiner Entlassung, ein Erfolg im FA-Cup, der später gewonnen werden konnte, hielt ihn aber im Amt. Der FA-Cup war Manchester Uniteds erster Titel unter Trainer Ferguson und bedeutete die Qualifikation für den Europapokal der Pokalsieger. Im folgenden Spieljahr gewann Manchester United das Endspiel im Europapokal der Pokalsieger gegen den FC Barcelona. Für Manchester war es der erste europäische Titel seit 1968. 1991 ging der Verein zudem an die Börse. Der Börsengang brachte Einnahmen in Höhe von 18 Millionen Pfund. 1992 konnte der Ligapokal und die Vizemeisterschaft gewonnen werden.

#### Nationale Erfolge (1992–1998)
| Saison  | Position (Liga) | Punkte und Tordifferenz |
| ------- | --------------- | ----------------------- |
| 1992/93 | 1/22 (1)        | 84/+36                  |
| 1993/94 | 1/22 (1)        | 92/+42                  |
| 1994/95 | 2/22 (1)        | 88/+49                  |
| 1995/96 | 1/20 (1)        | 82/+38                  |
| 1996/97 | 1/20 (1)        | 75/+32                  |
| 1997/98 | 2/20 (1)        | 77/+47                  |

Im Sommer 1992 kam es auf Wunsch von Trainer Ferguson zur Verpflichtung des Franzosen Éric Cantona von Meister Leeds United. Mit einem stark aufspielenden Cantona als Herzstück der Mannschaft wurde 1993 zum ersten Mal seit 26 Jahren die englische Meisterschaft gewonnen. Der Gewinn der achten Meisterschaft der Vereinsgeschichte bedeutete die erstmalige Qualifikation für die Champions League bzw. den Europapokal der Landesmeister seit 1968.
Im folgenden Spieljahr gelang Manchester mit einem Rekordwert von 92 Punkten die Verteidigung des Meistertitels und durch einen dominanten 4:0-Finalsieg über den FC Chelsea im FA-Cup der Gewinn des ersten Doubles der Vereinsgeschichte. In der Champions League hatte man dagegen weniger Glück und schied in der 2. Runde gegen Galatasaray Istanbul aus. Zugleich sah das Jahr 1994 auch den Tod von Langzeittrainer und Vereinslegende Matt Busby, der die Reddevils von 1945 bis 1969 erfolgreich geführt hatte.
In der Saison 94/95 wurde Cantona für acht Monate gesperrt, nachdem er einen gegnerischen Fan mit einem Fußtritt angriff. In diesem Jahr wurden beide Titel knapp verpasst. Nach der Saison wurden einige Leistungsträger verkauft. Trotz vorhandener finanzieller Mittel kaufte Ferguson keine Starspieler, sondern setzte auf junge Spieler wie David Beckham (damals 20) oder Gary Neville (ebenfalls 20). Nach der Rückkehr von Cantona startete Manchester eine Aufholjagd, an deren Ende der erneute Gewinn des Doubles stand. 1997 wurde die vierte Meisterschaft in fünf Jahren gefeiert.

#### Das „Triple“ 1999
| Saison  | Position (Liga) | Punkte und Tordifferenz |
| ------- | --------------- | ----------------------- |
| 1998/99 | 1/20 (1)        | 79/+43                  |

Nach einer titellosen Saison folgte 1999 das erfolgreichste Jahr der Vereinsgeschichte. Als erster englischer Verein konnte Manchester United das Triple gewinnen. Im Finale der Champions League besiegte man dabei in Barcelona den FC Bayern München. Nach einem 0:1-Rückstand nach 90 Minuten drehte die Mannschaft ein verloren geglaubtes Spiel durch Tore von Teddy Sheringham und Ole Gunnar Solskjær in der Nachspielzeit innerhalb von zwei Minuten. Ferguson wurde daraufhin als Anerkennung für seine Verdienste zum Ritter geschlagen. In der Liga sicherte sich der Verein erst am letzten Spieltag durch einen 2:1-Erfolg über Tottenham Hotspur die Meisterschaft, der schärfste Konkurrent, der FC Arsenal, gewann zwar mit 1:0 gegen Aston Villa, hätte aber zusätzlich einen Ausrutscher der Red Devils benötigt. Im FA-Cup-Finale folgte ein 2:0-Erfolg durch Tore von Teddy Sheringham und Paul Scholes gegen Newcastle United. Abgerundet wurde das erfolgreiche Jahr durch einen 1:0 Triumph im Weltpokal gegen Palmeiras São Paulo.

#### Nach dem „Triple“ (1999–2006)
| Saison  | Position (Liga) | Punkte und Tordifferenz |
| ------- | --------------- | ----------------------- |
| 1999/00 | 1/20 (1)        | 91/+52                  |
| 2000/01 | 1/20 (1)        | 80/+48                  |
| 2001/02 | 3/20 (1)        | 77/+42                  |
| 2002/03 | 1/20 (1)        | 83/+40                  |
| 2003/04 | 3/20 (1)        | 75/+29                  |
| 2004/05 | 3/20 (1)        | 77/+32                  |
| 2005/06 | 2/20 (1)        | 83/+38                  |

Im Spieljahr 1999/2000 misslang die Verteidigung des Triples. In der Champions League scheiterte United im Viertelfinale mit 2:3 am von Vicente del Bosque trainierten Real Madrid und im FA-Cup trat man aufgrund eines Terminkonflikts mit der neu eingeführten FIFA-Klub-Weltmeisterschaft, aus der man enttäuschend gleich in der Gruppenphase ausschied, gar nicht erst an. Allerdings gelang die Titelverteidigung in der Premier League mit 91 Punkten, dem höchsten Wert seit dem Meistertitel 1994. Im Weltpokal setzte man sich in Tokio mit 1:0 gegen Copa-Libertadores-Gewinner Palmeiras São Paulo durch, womit man den ersten Weltpokal der Vereinsgeschichte gewann. In den anderen Supercups war die Mannschaft unterdessen weniger erfolgreich. Im europäischen Supercup verlor die Mannschaft 0:1 gegen Europapokal-der-Pokalsieger-Gewinner Lazio Rom und im englischen Supercup mit 1:2 gegen Vizemeister Arsenal.
In der Spielzeit 2000/01 war in der Champions League nach einer 1:3-Niederlage gegen den FC Bayern und Ottmar Hitzfeld einmal mehr im Viertelfinale Schluss. In den nationalen Pokalwettbewerben scheiterten die Reddevils jeweils vorzeitig in der 4. Hauptrunde. Dafür wurde die Mannschaft am Ende der Saison einmal mehr Meister und dabei durch die erneute Titelverteidigung nach Arsenal zum zweiten englischen Verein, dem es gelang, dreimal in Folge die Meisterschaft zu gewinnen.
Die Eigentümer von Manchester United waren seit der Gründung des Vereins überwiegend lokale Unternehmen oder Geschäftsleute. Nach dem Börsengang 1991 gab es mehrere Übernahmeversuche, insbesondere durch ein Unternehmen von Rupert Murdoch. Im März 2003 begann schließlich Malcolm Glazer (ein 1928 geborener Milliardär aus den USA) damit, Aktien von Manchester United aufzukaufen. Er erhöhte seinen Anteil bis 2005 auf 28 Prozent, und nach langem Tauziehen sicherte sich der Milliardär am 12. Mai 2005 weitere 29 Prozent, die er den irischen Unternehmern John Magnier und John Paul MacManus abkaufte. Damit hielt er die Mehrheit und bot für die übrigen Aktien. Der Gesamtwert seiner Offerte: 790 Mio. £.
Zur Saison 2003/04 wechselte der 18-Jährige Cristiano Ronaldo für eine Ablösesumme von 17,5 Millionen Euro zu Manchester United, um die Nachfolge von David Beckham auf der rechten Mittelfeldposition anzutreten. Er erhielt die ruhmreiche Nummer 7 und war der erste Portugiese bei den Red Devils.
Am 16. Mai 2005 konnte Glazer seinen Anteil auf 75 % erhöhen, was ihm erlaubte, den Club von der Börse zu nehmen. Am 28. Juni gehörten ihm bereits 98 % der Aktien, womit eine Zwangsabfindung der restlichen Kleinaktionäre ermöglicht wurde. Eigentümer des Vereins ist seitdem die Glazer-Familie, Joel, Avram und Bryan Glazer gehörten dem Vorstand an.
Mit Protestaktionen hatten viele Fans bis zuletzt versucht, die Übernahme durch Glazer, dem auch der American-Football-Verein der Tampa Bay Buccaneers gehört, zu verhindern. Dahinter stand die Befürchtung, dass die Glazers die Umschuldung der zum Kauf beanspruchten Kredite auf den Verein selbst, der zuvor schuldenfrei war, durch höhere Eintrittspreise und geringere Ausgaben für Spieler wieder einnehmen wollten. Die für den Verein durch die Umschuldung entstandenen Kosten werden auf knapp £700 Mio., also knapp 1 Mrd. Euro, geschätzt. Diese Kosten setzten sich hauptsächlich aus den Zinsen zusammen, welche die Glazers für den ursprünglich aufgenommenen Kredit zurückzahlten, sowie aus einer Dividende, die hauptsächlich den Glazers zugutekommt. Bereits als 1998 eine Übernahme des Vereins durch Rupert Murdoch, der als Zeitungsmogul unbeliebt ist, bevorstand, hegten einige Fans Pläne zur Gründung eines eigenen Vereins. Nachdem die Pläne zur Übernahme gescheitert waren, wurde der Plan vorläufig auf Eis gelegt. Als Glazer 2005 allerdings mit dem Aufkauf der Aktien begann und den Verein übernahm, setzten die Fans ihr Vorhaben um und gründeten den FC United of Manchester als Amateurverein und reinen Mitgliederverein. Dieser Verein wurde zum zweitgrößten Mitgliederverein Englands hinter Exeter City. Der Verein startete in der zehnthöchsten Spielklasse; nach vier Aufstiegen und einem Abstieg spielt der Klub momentan (Saison 2022/23) in der Northern Premier League Premier Division (siebthöchste Spielklasse).
Zu Beginn der Saison 2005/06 verließ der Mittelfeldstratege Roy Keane Manchester in Richtung Celtic Glasgow, nachdem er mehrmals in der Öffentlichkeit kritisiert worden war. Mit Nemanja Vidić und Patrice Evra wurde die Abwehr um den neuen Torwart Edwin van der Sar, der für 4 Millionen aus Fulham kam, verstärkt. In der Champions League schied man erstmals seit Jahren bereits in der Gruppenphase aus. Allgemein war die Saison geprägt durch viele Verletzungen von Schlüsselspielern, wie Gabriel Heinze, Alan Smith, Ryan Giggs und Paul Scholes. Dennoch blieb man in der Saison nicht ohne Titel und gewann erstmals seit 1992 erneut den League Cup gegen Wigan Athletic. In der Liga beendete man die Saison immerhin auf dem zweiten Platz, welcher die direkte Teilnahme an der Champions League sicherstellte. Am Ende der Saison musste Manchester einen schwerwiegenden Abgang kompensieren, denn Ruud van Nistelrooy verließ den Klub in Richtung Real Madrid, nachdem es schon länger Differenzen zwischen Ferguson und ihm gab. Mit Michael Carrick wurde von Tottenham Hotspur ein neuer Mittelfeldspieler verpflichtet.

#### Nationale Dominanz und internationale Erfolge (2006–2013)
| Saison  | Position (Liga) | Punkte und Tordifferenz |
| ------- | --------------- | ----------------------- |
| 2006/07 | 1/20 (1)        | 89/+56                  |
| 2007/08 | 1/20 (1)        | 87/+58                  |
| 2008/09 | 1/20 (1)        | 90/+44                  |
| 2009/10 | 2/20 (1)        | 86/+58                  |
| 2010/11 | 1/20 (1)        | 80/+41                  |
| 2011/12 | 2/20 (1)        | 89/+56                  |
| 2012/13 | 1/20 (1)        | 89/+43                  |

Nach drei Jahren ohne Meisterschaft sicherte sich United in der Saison 2006/07 den Titel mit sechs Punkten Vorsprung. Im Halbfinale der Champions League schied man trotz eines 3:2-Erfolges im Hinspiel durch eine 0:3-Niederlage im Rückspiel gegen die AC Mailand aus. Im FA-Cup erreichte Manchester United das Finale, unterlag dort aber im ersten Endspiel im neu gebauten Wembley Stadium dem FC Chelsea mit 0:1. Am Ende der Saison verließen unter anderem Gabriel Heinze, Giuseppe Rossi und Alan Smith den Verein. Dafür konnte man sich mit Anderson, Nani, Owen Hargreaves, Carlos Tévez, Tomasz Kuszczak und Rodrigo Possebon verstärken.
Die Saison 2007/08 war Manchester Uniteds erfolgreichste Spielzeit seit 1998/99. In der Liga konnte man an die Leistungen aus der vorherigen Spielzeit anknüpfen und am Ende der Saison holte man mit 2 Punkten Vorsprung vor dem FC Chelsea den 17. Meistertitel nach Manchester. Auch zog der Verein nach 1968 und 1999 zum dritten Mal ins Finale der Champions League bzw. des Europapokals der Landesmeister ein. Dort traf die Mannschaft im ersten innerenglischen Champions-League-Finale auf den FC Chelsea. Nachdem das Endspiel in Moskau nach 120 Minuten 1:1 geendet hatte, konnte man sich im anschließenden Elfmeterschießen mit 6:5 durchsetzen und das „europäische Double“ perfekt machen. Ein erneuter Gewinn des Triples blieb aus, da man im FA-Cup gegen den späteren Pokalsieger FC Portsmouth mit 0:1 im Viertelfinale verloren hatte. Durch seinen 759. Einsatz für Manchester im Finale der Champions League stellte Ryan Giggs den Rekord von Bobby Charlton als Rekordspieler des Klubs ein.
Zur Saison 2008/09 wurde Stürmer Dimitar Berbatow vom Ligakonkurrenten Tottenham Hotspur verpflichtet. Mit Fábio, Federico Macheda, Rafael, James Chester und Danny Welbeck wurden fünf Nachwuchsspieler in den Profikader hochgezogen. Spieler wie Gerard Piqué, Chris Eagles und Louis Saha verließen den Verein. Gleich zu Saisonbeginn setzte man sich im FA Community Shield im Elfmeterschießen gegen den letztjährigen FA-Cup-Sieger FC Portsmouth mit 3:1 durch. Am 21. Dezember 2008 gewann Manchester United die Klub-Weltmeisterschaft mit 1:0 gegen LDU Quito durch ein Tor von Wayne Rooney. Durch einen 4:1-Sieg gegen Tottenham Hotspur im League Cup schien das Quindruple machbar. Jedoch schied man am 19. April 2009 im Halbfinale des FA Cups im Elfmeterschießen gegen den FC Everton aus, wodurch der Traum vom Quindruple ad acta gelegt wurde. Schließlich sicherte man sich zum 18. Mal und zum dritten Mal in Folge am 16. Mai 2009 die Meisterschaft. Mit diesem Meistertitel zog die Mannschaft von Alex Ferguson mit dem bisherigen Rekordhalter Liverpool gleich. Am 27. Mai 2009 fand das Champions-League-Finale in Rom gegen den FC Barcelona statt. Im Falle eines Sieges wäre Manchester als ersten Verein überhaupt die Titelverteidigung in der Champions League geglückt. Jedoch verlor die Mannschaft das Finale trotz starken Beginns mit 0:2 durch Tore von Samuel Eto’o und Lionel Messi. Am 11. Juni erteilte Manchester United Cristiano Ronaldo die Freigabe mit Real Madrid über einen Wechsel zu verhandeln, denn man akzeptierte das Angebot von 80 Millionen Pfund (ungefähr: 93 Millionen Euro), womit Ronaldo als teuerster Spieler in die Geschichte einging. Neben Ronaldo verließ auch Carlos Tévez den Verein, nachdem man keine Einigung über eine Vertragsverlängerung erzielen konnte. Den dritten Abgang stellte Fraizer Campbell dar, der zu Hull City wechselte. Um den Weggang Ronaldos zu kompensieren, wurden Antonio Valencia und Michael Owen verpflichtet. Owen erhielt bei Manchester United die legendäre Rückennummer 7, die zuletzt Cristiano Ronaldo trug. Zum Spieler des Jahres wurde Nemanja Vidić gewählt, nachdem zuletzt diese Auszeichnung zweimal in Folge an Cristiano Ronaldo ging. Das erste Pflichtspiel der Saison 2009/10 um das Community Shield, wurde mit 4:1 im Elfmeterschießen, nachdem es nach der regulären Spielzeit 2:2 stand, gegen den FC Chelsea verloren. Im Finale avancierte Petr Čech zum Matchwinner, als er die Elfmeter von Patrice Evra und Ryan Giggs parierte.
Nachdem man in der Saison 2009/10 lediglich den Ligapokal gewonnen hatte, verpflichtete Manchester United zur Saison 2010/11 u. a. den Mexikaner Chicharito und den Engländer Chris Smalling. Neben dem Spielfeld beherrschte in der Anfangsphase der Saison vor allem der Wechselpoker um Wayne Rooney das Geschehen. Nachdem Rooney seinen Abschied angekündigt hatte, unterzeichnete er am 22. Oktober 2010 einen neuen Fünfjahresvertrag bis 2015 bei United. Im Februar 2011 beendete Gary Neville aufgrund anhaltender Verletzungen seine Karriere. In der Premier-League-Saison 2010/11 holte sich United mit neun Punkten Vorsprung auf Titelverteidiger Chelsea erneut den Meistertitel und war damit mit nunmehr 19 gewonnenen Landesmeisterschaften alleiniger Rekordmeister vor dem FC Liverpool mit 18 Titeln. Im FA Cup scheiterte man im Halbfinale am Lokalrivalen Manchester City mit 0:1. Hingegen stand United zum drittenmale in vier Jahren im Finale der Champions League. Dort musste man sich allerdings im Finale im Wembley-Stadion dem deutlich überlegenen FC Barcelona mit 1:3 (1:1) geschlagen geben.
Zur Saison 2011/12 verpflichtete Manchester United die beiden Engländer Phil Jones (von den Blackburn Rovers) und Ashley Young (von Aston Villa) sowie den spanischen U21-Nationaltorhüter David de Gea von Atlético Madrid. Im Gegenzug beendeten Edwin Van der Sar und Paul Scholes ihre Karrieren, während John O’Shea und Wes Brown beide für ungenannte Ablösesummen zum AFC Sunderland wechselten. Am 7. Dezember 2011 unterlag Manchester United auswärts dem FC Basel im letzten entscheidenden Gruppenspiel der Gruppenphase der Champions League 2011/12 und schied – erstmals seit 2005 – bereits in der Gruppenphase aus der CL aus; konnte sich jedoch – zum ersten Mal in der Vereinsgeschichte – dank dem 3. Gruppenplatz für die Europa League qualifizieren. Im Sechzehntelfinale der Europa League trafen sie auf Ajax Amsterdam. Das Rückspiel verloren sie zwar mit 2:1, doch dank des 2:0 Hinspiel-Erfolges qualifizierten sie sich für das Achtelfinale. Dort schieden sie jedoch nach 2:3 im Hinspiel und 1:2 im Rückspiel gegen Athletic Bilbao aus. Zu Saisonende erreichte United nach Manchester City den zweiten Tabellenplatz und konnte sich so erneut für die Gruppenphase der Champions League qualifizieren.
Zur Saison 2012/13 verpflichtete man unter anderem Shinji Kagawa von Borussia Dortmund sowie Robin van Persie vom FC Arsenal. In der UEFA Champions League schied die Mannschaft im Achtelfinale gegen Real Madrid und im FA Cup im Viertelfinale gegen den FC Chelsea aus. In der Premier League holte sie die Meisterschaft. Am 8. Mai 2013 gab Sir Alex Ferguson, mit den Worten „es sei die richtige Zeit“, nach 27 Jahren bei Manchester United seinen Rücktritt und das Ende seiner Trainerkarriere nach der Saison 2012/13 bekannt.

### Gegenwart (seit 2013)
| Saison  | Position (Liga) | Punkte und Tordifferenz |
| ------- | --------------- | ----------------------- |
| 2013/14 | 07/20 (1)       | 64/+21                  |
| 2014/15 | 04/20 (1)       | 70/+25                  |
| 2015/16 | 05/20 (1)       | 66/+14                  |
| 2016/17 | 06/20 (1)       | 69/+25                  |
| 2017/18 | 02/20 (1)       | 81/+40                  |
| 2018/19 | 06/20 (1)       | 66/+12                  |
| 2019/20 | 03/20 (1)       | 66/+30                  |
| 2020/21 | 02/20 (1)       | 74/+29                  |
| 2021/22 | 06/20 (1)       | 58/±0                   |
| 2022/23 | 03/20 (1)       | 75/+15                  |
| 2023/24 | 08/20 (1)       | 60/-01                  |
| 2024/25 | 15/20 (1)       | 42/-10                  |

Der Nachfolger von Alex Ferguson wurde zur Saison 2013/14 David Moyes, der vom FC Everton verpflichtet wurde und einen Vertrag bis 2019 erhielt. Unter Moyes verlief die Saison für Uniteds Verhältnisse enttäuschend, obwohl die Meistermannschaft des Vorjahres noch größtenteils intakt war. Im FA Cup schied das Team bereits in der dritten Hauptrunde, also beim ersten Spieltag für Premier-League-Vereine, mit einer 1:2-Heimniederlage gegen Swansea City aus, im League Cup war im Halbfinale gegen AFC Sunderland nach Elfmeterschießen Schluss, und in der Champions League verlor Manchester United im Viertelfinale gegen den FC Bayern München. Am 22. April wurde Moyes nach einer 0:2-Niederlage, die zu diesem Zeitpunkt elfte Ligapleite, bei seinem Ex-Klub FC Everton am 34. Spieltag entlassen. Es war die erste Trainerentlassung Uniteds nach der Entlassung von Ron Atkinson am 5. November 1986. Moyes Nachfolge übernahm Co-Trainer und Spieler Ryan Giggs zunächst bis zum Saisonende. Die Saison beendete das Team auf Rang sieben, womit man sich zum ersten Mal seit 19 Jahren nicht für die Champions League sowie außerdem auch nicht für einen europäischen Wettbewerb insgesamt qualifizieren konnte.
Zur Saison 2014/15 übernahm der Niederländer Louis van Gaal den Posten des Cheftrainers; Giggs rückte wieder auf die Position des Co-Trainers. Als Neuzugänge kamen Ander Herrera (Athletic Bilbao), Luke Shaw (FC Southampton), Marcos Rojo (Sporting Lissabon), Daley Blind (Ajax Amsterdam) und Ángel Di María, der für rund 75 Millionen Euro von Real Madrid verpflichtet wurde und damit bis dahin teuerster Transfer der Liga war, ins Old Trafford. Zudem wurde kurz vor Ende der Transferfrist Falcao bis zum Saisonende vom AS Monaco ausgeliehen. Nach nur einem Punkt aus zwei Spielen in der Premier League folgte das Ausscheiden im League Cup mit einem 0:4 in der zweiten Runde gegen den Drittligisten MK Dons. Im Pokal schied man im Viertelfinale gegen den späteren Sieger Arsenal aus. Die Saison beendete Manchester United auf Platz vier. Am Ende der Saison verließen Ángel Di María und weitere Spieler den Verein, der sich allerdings insbesondere durch die Zugänge von Bastian Schweinsteiger, Anthony Martial, Memphis Depay, Morgan Schneiderlin und Matteo Darmian verstärken konnte. Nach dem erfolgreichen Play-off gegen den FC Brügge nahm Manchester United nach einem Jahr Unterbrechung wieder an der Champions League teil, wo allerdings nur der dritte Platz in der Gruppenphase erreicht wurde. Zwar gewann man mit van Gaal den FA Cup 2015/16, aber nachdem die Qualifikation für die UEFA Champions League 2016/17 verpasst worden war, trennte sich Manchester United von ihm.
Zur Saison 2016/17 übernahm José Mourinho die Mannschaft von Louis van Gaal. Als Neuzugänge wurden insbesondere Zlatan Ibrahimović und Paul Pogba, der für die Rekordablösesumme in Höhe von 105 Mio. Euro nach Manchester zurückkehrte, verpflichtet. Im ersten Pflichtspiel der Saison gewann das Team mit 2:1 gegen den Meister Leicester City den FA Community Shield. Es folgten der Gewinn des Ligapokals gegen den FC Southampton sowie erstmals in der Vereinsgeschichte der Gewinn der UEFA Europa League gegen Ajax Amsterdam, womit trotz verhältnismäßig schlechten Abschneidens in der Liga (Platz 6) auch die Qualifikation zur Champions League wieder erreicht wurde.
In der Saison 2017/18 konnte die Mannschaft sowohl im FA Cup als auch in der Liga den Vizemeistertitel erspielen (letzteres allerdings mit 19 Punkten Abstand auf Meister Manchester City), während in der UEFA Champions League bereits im Achtelfinale gegen den FC Sevilla Schluss war.
In die Saison 2018/19 startete Manchester United schlecht. José Mourinho wurde am 18. Dezember 2018 entlassen, als die Mannschaft nach 17 Spieltagen mit 26 Punkten auf dem sechsten Tabellenplatz stand, was den schlechtesten Saisonstart seit 28 Jahren bedeutete. Als Interimstrainer übernahm zunächst bis zum Saisonende der Ex-Spieler Ole Gunnar Solskjær die Mannschaft, der anschließend zu seinem bisherigen Klub Molde FK zurückkehren sollte. Nachdem man unter Solskjær 14 von 19 Pflichtspielen gewonnen hatte, in der Liga wieder in Reichweite zu den Champions-League-Plätzen auf Rang fünf stand und in der Champions League nach einem Sieg gegen Paris Saint-Germain erstmals seit 2014 wieder das Viertelfinale erreicht hatte, erhielt Solskjær Ende März 2019 einen langfristigen Vertrag als Cheftrainer.
Die Saison 2019/20 schloss der Verein auf dem dritten Platz ab und qualifizierte sich damit für die UEFA Champions League 2020/21.
Auch in der darauffolgenden Saison 2020/21 qualifizierte man sich als Vizemeister für die UEFA Champions League 2021/22 und stand, wie schon in der Saison 2016/17 erneut im Finale der UEFA Europa League 2020/21 gegen den FC Villarreal, nachdem man in der UEFA Champions League als Gruppendritter für die Europa League qualifiziert war.
Vor der Saison 2021/22 verstärkte sich Manchester United u. a. mit Jadon Sancho (Borussia Dortmund, 85 Millionen Euro), Raphaël Varane (Real Madrid, ca. 50 Millionen Euro) und Cristiano Ronaldo (Juventus Turin, 15 Millionen Euro), der nach 12 Jahren zu United zurückkehrte. In der Champions League setzte sich United gegen Villarreal, Atalanta Bergamo und dem BSC Young Boys als Gruppensieger durch, scheiterte aber anschließend im Achtelfinale an Atlético Madrid. Am 20. November 2021 verlor man auswärts gegen den damaligen Aufsteiger FC Watford mit 1:4, daraufhin wurde Ole Gunnar Solskjær entlassen. Ralf Rangnick kam als neuer Cheftrainer. Aber auch im FA Cup musste man sich im Elfmeterschießen überraschend dem Zweitligisten FC Middlesbrough geschlagen geben. In der Liga beendete Manchester United statistisch gesehen eine seiner schlechtesten Saisons. Mit dem 6. Platz qualifizierte man sich lediglich für die UEFA Europa League 2022/23. Seit der Gründung der Premier League im Jahr 1992 erreichte man mit 58 Punkten den niedrigsten Punktestand und noch dazu erstmals eine nicht positive Tordifferenz mit einem Wert von 0 (57:57).
Da Ralf Rangnick die gewünschten Erwartungen nicht erreichen konnte, verpflichtete man Erik ten Hag von Ajax Amsterdam als neuen Cheftrainer für die Saison 2022/23. Unter ihm gelang der Einstand erstmal nicht, da man gegen Brighton & Hove Albion und den FC Brentford mit 1:2 bzw. 0:4 verlor. Anschließend gewann man gegen den FC Liverpool mit 2:1. Gegen den Erzrivalen war das der erste Sieg nach vier verlorenen Spielen mit einem Torverhältnis von 2:17. Im November 2022 wurde der noch laufende Vertrag mit Ronaldo wieder aufgelöst, nachdem sich dieser öffentlich in abfälliger Weise über den Club und dessen Führung beschwert hatte. Anschließend wechselte er zum saudi-arabischen Klub Al-Nassr. In der Europa League spielte man mit Real Sociedad, Sheriff Tiraspol und Omonia Nikosia in einer Gruppe und belegte dabei hinter La Real den zweiten Platz. In der K.O.-Runde traf man ausschließlich auf spanische Vereine. Nachdem man sich gegen den FC Barcelona und Real Betis durchsetzte, musste man sich im Viertelfinale jedoch dem FC Sevilla geschlagen geben. United gewann zwischenzeitlich nahezu alle Spiele auf nationaler Ebene und ließ nur einzelne Ausrutscher zu. Darunter war auch ein historisches 0:7 beim FC Liverpool vertreten. In beiden Pokalwettbewerben erreichten die Red Devils das Finale. Im League Cup setzte man sich mit 2:0 gegen Newcastle United durch, ließ aber im FA Cup mit einer 1:2-Niederlage den späteren Triple-Sieger Manchester City über dessen zweiten von drei Titeln jubeln. In der Liga wurde man Dritter und qualifizierte sich so für die UEFA Champions League 2023/24.
Für Manchester United sollte die Premier League Saison 2023/24 zur schlechtesten Saison seit 34 Jahren werden, da nur Platz 8 erreicht werden konnte, die schlechteste Platzierung seit der Saison 1989/90. Ebenso waren die Anzahl von 14 Niederlagen – der bisherige Höchstwert waren zwölf Niederlagen – und die erstmals negative Tordifferenz mit einem Wert von minus 1 (57:58) Negativrekorde. Die Red Devils schieden außerdem in der Champions-League-Gruppe gegen den FC Bayern München, den FC Kopenhagen und Galatasaray Istanbul mit nur vier Punkten als Gruppenletzter aus. Ein Kernproblem in dieser Saison war dabei, dass United mehr verletzte Spieler zu beklagen hatte als jedes andere Premier-League-Team, da insgesamt in 45 Fällen Spieler verletzungsbedingt zumindest für Teile der Saison ausfielen. Der FA-Cup verlief erfolgreicher für United, das etwa den FC Liverpool im FA-Cup-Viertelfinale besiegte. Bemerkenswert war, dass United im Halbfinale gegen den Zweitligisten Coventry City eine 3:0-Halbzeitführung noch fast verspielte und sich erst im Elfmeterschießen durchsetzte. Im Finale ging es so wie im Vorjahr gegen Manchester City. Es war erst das zweite Mal nach 139 Jahren, dass sich die gleichen Vereine zweimal in Folge im FA-Cup-Finale begegneten. Im Gegensatz zum Vorjahr setzte sich Manchester United mit 2:1 (2:0) durch.

## Bezeichnungen
Umgangssprachlich wird der Verein in Großbritannien auch als Man United bezeichnet; als Spitzname ist Red Devils („Die roten Teufel“) verbreitet. Hingegen gilt die vor allem in Deutschland verwendete Kurzform ManU als beleidigend. Sie wurde ursprünglich von Fans des Liverpool Football Club verwendet, die sich die klangliche Nähe zum englischen Wort manure („Dünger“ bzw. „Mist“) zu Nutze machten, um die 1958 bei einem Flugzeugunglück ums Leben gekommenen Spieler zu verhöhnen: Man U' – Man U' step on a plane/Man U' Man U' never came back again. Gängige Abkürzungen sind ManUtd, regional auch einfach United bzw. Utd.

## Vereinswappen- und farben
Das Vereinswappen ist vom Wappen des Manchester City Council abgeleitet, auch wenn auf dem aktuellen Wappen nur noch das Schiff in voller Fahrt zu sehen ist. Der Teufel stammt aus dem Spitznamen des Vereins „The Red Devils“, der vom Salford Rugby Club inspiriert wurde; er wurde in den 1960er Jahren auf Vereinsprogrammen und Schals abgebildet und 1970 in das Vereinswappen aufgenommen, obwohl das Wappen erst 1971 auf der Brust des Trikots angebracht wurde. Im Jahr 1975 wurde der rote Teufel („Ein Teufel mit dem Gesicht nach unten, der mit beiden Händen einen goldenen Dreizack hält“) vom College of Arms als heraldisches Abzeichen für die English Football League zur Verwendung durch Manchester United zugelassen. Im Jahr 2023 wurde das Red-Devil-Motiv, das zuvor auf Werbeartikeln und Fanartikeln verwendet worden war, als einziges Abzeichen auf dem dritten Trikot von Manchester United verwendet. Das bestehende Wappen bleibt auf den Heim- und Auswärtstrikots erhalten.
Die Trikots von Newton Heath aus dem Jahr 1879, vier Jahre vor dem ersten Pflichtspiel des Vereins, sind als „weiß mit blauer Kordel“ dokumentiert. Ein Foto der Mannschaft von Newton Heath aus dem Jahr 1892 zeigt die Spieler vermutlich in rot-weiß geviertelten Trikots und marineblauen Knickerbockern. Zwischen 1894 und 1896 trugen die Spieler grün-goldene Trikots, die 1896 durch weiße Hemden mit marineblauen Shorts ersetzt wurden.
Nach der Namensänderung im Jahr 1902 wurden die Vereinsfarben auf rote Trikots, weiße Hosen und schwarze Stutzen geändert, was zum Standard-Heimtrikot von Manchester United wurde. Bis 1922 wurden nur wenige Änderungen an den Trikots vorgenommen, als der Verein weiße Trikots mit einem tiefroten „V“ im Nacken einführte, ähnlich dem Trikot, das im FA-Cup-Finale 1909 getragen wurde. Diese Trikots blieben bis 1927 Teil der Heimtrikots. 1934 wurde das kirschrote und weiße Reifentrikot für eine gewisse Zeit zu den Heimfarben, doch in der folgenden Saison wurde das rote Trikot nach der bisher schlechtesten Platzierung des Vereins in der Second Division (20. Platz) zurückgerufen, und das Reifentrikot wurde wieder zum Wechseltrikot.
Die schwarzen Stutzen wurden von 1959 bis 1965 durch weiße ersetzt, die dann bis 1971 durch rote ersetzt wurden, wobei gelegentlich auch weiße Stutzen verwendet wurden. Schwarze Shorts und weiße Stutzen werden manchmal mit dem Heimtrikot getragen, meistens bei Auswärtsspielen, wenn es zu einem Konflikt mit dem Trikot des Gegners kommt. In der Saison 2018/19 wurden schwarze Hosen und rote Stutzen zur ersten Wahl für das Heimtrikot. Seit der Saison 1997/98 werden bei europäischen Spielen, die in der Regel unter der Woche ausgetragen werden, weiße Stutzen bevorzugt, um die Sichtbarkeit der Spieler zu verbessern. Das aktuelle Heimtrikot ist ein rotes Trikot mit dem Adidas-Markenzeichen der drei roten Streifen auf den Schultern, weißen Hosen und schwarzen Stutzen.
Das Auswärtstrikot von Manchester United besteht häufig aus einem weißen Hemd, schwarzen Hosen und weißen Stutzen, aber es gab auch einige Ausnahmen. Dazu gehören ein komplett schwarzes Trikot mit blauen und goldenen Verzierungen zwischen 1993 und 1995, das marineblaue Trikot mit silbernen horizontalen Nadelstreifen, das in der Saison 1999–2000 getragen wurde, und das Auswärtstrikot 2011–12, das ein königsblaues Oberteil und Ärmel mit Reifen aus kleinen mitternachtsblauen und schwarzen Streifen hatte, mit schwarzen Shorts und blauen Stutzen. Ein graues Auswärtstrikot, das in der Saison 1995/96 getragen wurde, wurde nach nur fünf Spielen abgesetzt; beim letzten Spiel gegen Southampton wies Alex Ferguson die Mannschaft an, in der Halbzeitpause das dritte Trikot anzuziehen. Der Grund für die Absetzung des Trikots war, dass die Spieler behaupteten, sie hätten Schwierigkeiten, ihre Mannschaftskameraden in der Menge zu finden; United konnte in fünf Versuchen mit diesem Trikot kein einziges Pflichtspiel gewinnen. Im Jahr 2001 wurde zur Feier des 100-jährigen Bestehens von „Manchester United“ ein wendbares weiß-goldenes Auswärtstrikot herausgebracht, obwohl die eigentlichen Trikots für den Spieltag nicht wendbar waren.
Das dritte Trikot des Vereins ist oft ganz in Blau gehalten; zuletzt war dies in der Saison 2014–15 der Fall. Ausnahmen sind ein grün-goldenes, halbiertes Trikot, das zwischen 1992 und 1994 getragen wurde, ein blau-weiß gestreiftes Trikot, das in den Spielzeiten 1994–95 und 1995–96 sowie einmal in der Saison 1996–97 getragen wurde, ein ganz schwarzes Trikot, das in der Triple-Saison 1998–99 getragen wurde, und ein weißes Trikot mit schwarz-roten horizontalen Nadelstreifen, das zwischen 2003–04 und 2005–06 getragen wurde. Von 2006–07 bis 2013–14 war das dritte Trikot das Auswärtstrikot der vorangegangenen Saison, das allerdings in den Spielzeiten 2006–07 und 2010–11 mit dem neuen Vereinssponsor aktualisiert wurde, mit Ausnahme der Saison 2008–09, in der anlässlich des 40-jährigen Jubiläums des Europapokalsiegs 1967–68 ein komplett blaues Trikot eingeführt wurde.

## Abweichende Trikotfarben und -muster
Mit einer Vielzahl Trikots spielte der Klub zwischen 1878 und 1892, das wohl auffälligste war auf einer Seite grün und auf der anderen gelb. Nach zweijähriger Abstinenz, in der man ein mit weiß und rot gevierteltes Trikot trug, feierte dieses 1896 sein kurzes Comeback. Schon in der Folgesaison kamen ein komplett weißes Shirt und blaue Fußballschuhe zum Einsatz.
1902 folgte mit der Umbenennung des Vereins und der Änderung der Klubfarben zu Rot ein erneuter Trikotwechsel: Nun spielte man mit rotem Oberteil, weißen Hosen und schwarzen Stutzen. Diese Kombination wurde in den nächsten Jahren typisch für die United-Trikots. Im FA-Cup-Finale 1909 trug man als Ausnahme weiße Oberteile mit einem roten „V“ wie „Victory“ auf der Brust und konnte erstmals diesen Pokalwettbewerb gewinnen. Dieses Trikot feierte in den 1920er Jahren seine Auferstehung, bevor United wieder zu den roten Shirts griff. Anlässlich des 100-jährigen Bestehens des Old Trafford wurden Heim- und Auswärtstrikot für die Saison 2009/10 wieder mit dem „V“ versehen, das auf einem roten Hemd schwarz bzw. auf einem schwarzen Oberteil blau gefärbt war. Die schwarzen Trikots hatten sich in den Jahren zuvor bereits etabliert.
Eine komplette Ausnahme stellt das rot-weiß-gestreifte Oberteil dar, das nur kurz – von März bis April 1934 – verwendet wurde. Anfang der 1990er Jahre kamen diese Streifen nochmals im Auswärtstrikot zum Einsatz.

## Trikotsponsoren
Erster und bisher längster Trikotsponsor war von 1982 bis 2000 das Elektronikunternehmen Sharp, gefolgt von Vodafone, das seinen Vertrag 2006 beendete, um Hauptsponsor der UEFA Champions League zu werden. Als Trikotsponsor folgte das US-amerikanische Unternehmen American International Group (AIG) mit einem 56,5 Millionen Pfund schweren Vierjahresvertrag.
Ab der Saison 2010/11 war der britische Versicherungskonzern Aon für weitere vier Jahre Nachfolger von AIG. Am 30. Juli 2012 schlossen der US-Autohersteller Chevrolet und der englische Rekordmeister einen Sponsorenvertrag über sieben Jahre ab der Saison 2014/15.
Ab der Saison 2021/22 bis zur Saison 2023/24 war das deutsche Softwareunternehmen TeamViewer Trikotsponsor von Manchester United. Seit der Saison 2024/25 ist Snapdragon, eine Tochtermarke von Qualcomm, der neue Trikotsponsor von Manchester United.

## Geschäftsdaten

### Eigentumsverhältnisse
Ursprünglich war der Club, der seit 1892 als britische Gesellschaft mit beschränkter Haftung organisiert war, im Besitz der Lancashire and Yorkshire Railway Company, da deren Betriebswerk in Newton Heath, dem ursprünglichen Clubnamen, angesiedelt war. Die Eigentümerschaft wechselte ab 1902 zu örtlichen Geschäftsleuten. Ein feindlicher Übernahmeversuch durch Rupert Murdoch konnte 1999 erfolgreich abgewehrt werden. Seit 2003 ist die Glazer-Familie Eigentümer der Manchester United Public Limited Company über ihre Unternehmen Red Football Limited Partnership und Red Football General Partner Inc. Manchester United zahlt sämtliche Steuern in Großbritannien. Von den Glazers wurde die Aktiengesellschaft auf den Kaimaninseln registriert. Das Unternehmen ist weiterhin in England angesiedelt und zahlt dort Steuern. Es wird darüber spekuliert, dass die überseeische Registrierung, die den Besitzer mehr Geld kostet, dem Zweck dient, den Einfluss von Anteilseignern zu beschränken. Im Dezember 2023 ging die Eigentümerschaft teilweise wieder in lokale Hände zurück, da Jim Ratcliffe, der aus dem benachbarten Lancashire stammt, mit zunächst 27,7 % Eigentümerschaft den größten Anteil als Einzelperson und auch die sportliche Leitung erhielt.

### Saisondaten
In der Saison 2009/10 konnte ein Umsatz von 285 Millionen Pfund erwirtschaftet werden (im Vergleich zum Vorjahr eine Steigerung um 8 Millionen Pfund):
- Ticketverkäufe und Spieltagerlöse: 100 Millionen Pfund
- TV-Übertragungsrechte: 104 Millionen Pfund
- Vermarktung & Sponsoring: 81 Millionen Pfund

Die Gehaltszahlungen beliefen sich auf 131 Millionen Pfund (Steigerung um 8 Millionen Pfund im Vergleich zum Vorjahr) und erfordern damit 46 Prozent des Umsatzes. Der Verlust vor Steuern betrug 79 Millionen Pfund und ließ die Gesamtschulden damit auf 590 Millionen Pfund ansteigen, deren Zinsen 107 Millionen Pfund pro Jahr ausmachen (diese stehen im Zusammenhang mit einer Anleihe, die Mitte Januar 2010 über 500 Mio. Pfund ausgegeben wurde). Die Schulden waren dadurch verursacht, dass der neue Eigentümer, die Glazer-Familie, Kredite für den Ankauf von Anteilen aufgenommen und diese auf den Verein umgeschuldet hatte.
Am Ende der Saison 2012 stand United wieder an der Spitze der Vereine in England nach Umsatz und erwirtschaftete einen Umsatz von 320 Millionen Pfund. Dies war allerdings 11 Millionen Pfund weniger als 2011. Dabei blieben die Spieltagserlöse mit 99 Millionen Pfund beinahe konstant, ebenso wie die Erlöse aus den TV-Übertragungsrechten. Die restlichen kommerziellen Aktivitäten konnten allerdings auf 118 Millionen Pfund erhöht werden. Die Schulden betrugen 366 Millionen Pfund. Nachdem der Verein 2011 einen Profit von 12 Millionen Pfund erwirtschaften konnte, wurde 2012 ein Operativer Verlust von 5 Millionen Pfund verbucht. Die Ausgaben für Spielergehälter stiegen 2012 auf 162 Millionen Pfund (51 % des Gesamtumsatzes), dies waren 9 Millionen Pfund mehr als im Vorjahr. Damit lag Manchester United englandweit auf Rang 3 hinter Manchester City und dem FC Chelsea.
Mitte 2012 wurde bekannt, dass der Hedgefonds des Investors George Soros Anteile des Vereines übernommen habe; der bereinigte Schuldenstand wurde zur gleichen Zeit mit 437 Millionen Pfund angegeben.
In der Saison 2012/13 konnte Manchester United einen Umsatz von 363 Millionen Pfund erwirtschaften, 43 Millionen mehr als im Jahr davor. Die Einnahmen an Spieltagen inklusive Tickertlösen lagen bei 109 Millionen, Fernseh- und Übertragungsrechte bei 102 Millionen und sonstige Aktivitäten bei 153 Millionen Pfund. Dagegen standen Ausgaben von 181 Millionen Pfund für Spielergehälter, einer Steigerung von 19 Millionen Pfund gegenüber dem Vorjahr, Zinszahlungen und anderer Finanzierungskosten von noch immer 72 Millionen Pfund sowie andere Kosten, aufgrund derer Manchester United 9 Millionen Pfund Verlust vor Steuern machte. Die Nettoverschuldung des Klubs betrug nur noch 295 Millionen Pfund, der Gesamtschuldenstand 389 Millionen.
In der Saison 2013/14 konnte United seinen Umsatz wiederum um 70 Millionen Pfund auf 433 Millionen Pfund steigern. Die Einnahmen an Spieltagen sanken leicht auf 108 Millionen Pfund, die Fernseh- und Übertragungsrechte konnten auf 136 Millionen und sonstige Aktivitäten auf 189 Millionen Pfund gesteigert werden. Die Ausgaben für Spielergehälter stiegen gleichzeitig auf 215 Millionen Pfund, insgesamt konnte Manchester United einen Gewinn vor Steuern von 41 Millionen Pfund machen. Zinszahlungen und andere Finanzierungskosten machten nur noch 29 Millionen Pfund aus, die Nettoverschuldung lag bei 275 Millionen Pfund.
In der Saison 2016/17 stieg der Umsatz auf 581 Millionen Pfund, mit ein Grund dafür war der neue Vertrag der Premier League bei den Fernsehrechten, der allen Vereinen deutlich höhere Einnahmen bescherte. 194 Millionen Pfund entfielen daher auf Fernseh- und Übertragungsrechte, 112 Millionen Pfund wurden durch Einnahmen an Spieltagen erzielt. Sponsoring und andere Aktivitäten erzielten 276 Millionen Pfund, einer deutlichen Steigerung zu den Vorjahren. Die Spielergehälter stiegen durch etliche namhafte Verpflichtungen auf 263 Millionen Pfund, insgesamt konnte United einen Gewinn vor Steuern von 57 Millionen Pfund erwirtschaften. Die Nettoverschuldung betrug 213 Millionen Pfund, der Gesamtschuldenstand noch immer 482 Millionen Pfund, für die 25 Millionen Pfund in Zinszahlungen und Finanzierungskosten anfielen. An die Glazer-Familie wurde eine Dividende in der Höhe von 23 Millionen Pfund ausbezahlt.
Manchester United war bis zur Saison 2016/17 in der Deloitte Football Money League der umsatzstärkste Verein der Welt. Der Verein rangiert in der jüngsten Erhebung (Saison 2023/2024) auf Platz vier mit einem 770,6 Millionen Euro.

## Spielstätten

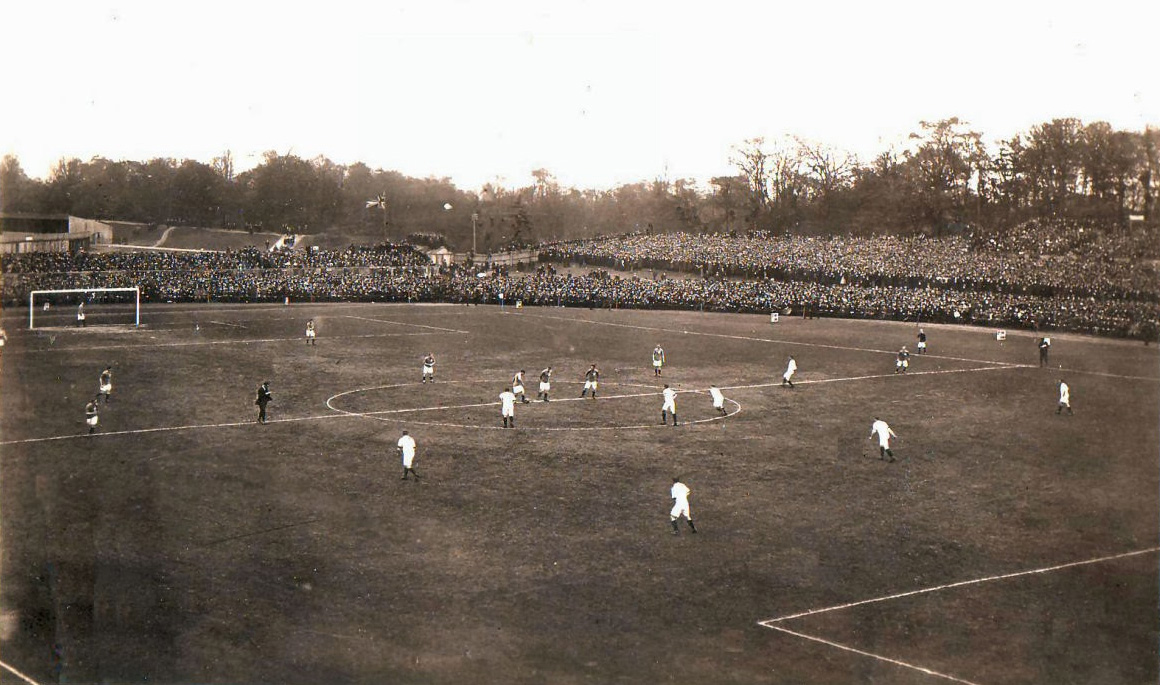
Eine Schwarz-Weiß-Fotografie der North Road, eines ehemaligen Fußballplatzes in Newton Heath, Manchester, England.

### 1878–1893: North Road
Ursprünglich spielte Newton Heath auf einem Platz an der North Road in der Nähe des Bahnhofs; die ursprüngliche Kapazität lag bei etwa 12.000 Zuschauern, aber die Vereinsfunktionäre hielten die Einrichtungen für einen Verein, der der Football League beitreten wollte, für unzureichend. 1887 wurde der Platz etwas erweitert, und 1891 nutzte Newton Heath seine minimalen finanziellen Reserven, um zwei Tribünen zu kaufen, die jeweils 1.000 Zuschauer fassen konnten. Obwohl die Zuschauerzahlen für viele der ersten Spiele an der North Road nicht aufgezeichnet wurden, lag die höchste dokumentierte Zuschauerzahl bei etwa 15.000 für ein First-Division-Spiel gegen Sunderland am 4. März 1893. Eine ähnliche Zuschauerzahl wurde auch für ein Freundschaftsspiel gegen Gorton Villa am 5. September 1889 verzeichnet.

### 1893–1910: Bank Street
Im Juni 1893, nachdem der Verein von seinen Eigentümern, den Manchester Deans and Canons, aus der North Road vertrieben worden war, weil sie es für unangemessen hielten, dass der Verein ein Eintrittsgeld für den Platz verlangte, vermittelte Sekretär A. H. Albut die Nutzung des Geländes in der Bank Street in Clayton, das anfangs keine Tribünen hatte, bis zum Beginn der Saison 1893/94 aber zwei errichtet worden waren: eine, die sich auf einer Seite über die gesamte Länge des Spielfelds erstreckte, und eine weitere hinter dem Tor am „Bradford-End“. Am gegenüberliegenden Ende, dem „Clayton-Ende“, war das Spielfeld „aufgeschüttet worden, so dass Tausende von Zuschauern Platz fanden“. Das erste Ligaspiel von Newton Heath in der Bank Street wurde am 1. September 1893 gegen Burnley ausgetragen. 10.000 Zuschauer sahen, wie Alf Farman einen Hattrick erzielte, den einzigen Treffer von Newton Heath bei einem 3:2-Sieg. Die restlichen Tribünen wurden für das folgende Ligaspiel gegen Nottingham Forest drei Wochen später fertiggestellt. Im Oktober 1895, vor dem Besuch von Manchester City, kaufte der Verein eine Tribüne mit einem Fassungsvermögen von 2.000 Plätzen vom Rugby-Liga-Club Broughton Rangers und errichtete eine weitere Tribüne auf der „reservierten Seite“ (im Gegensatz zur „beliebten Seite“); die Witterung beschränkte die Zuschauerzahl für das Spiel gegen Manchester City jedoch auf nur 12.000.

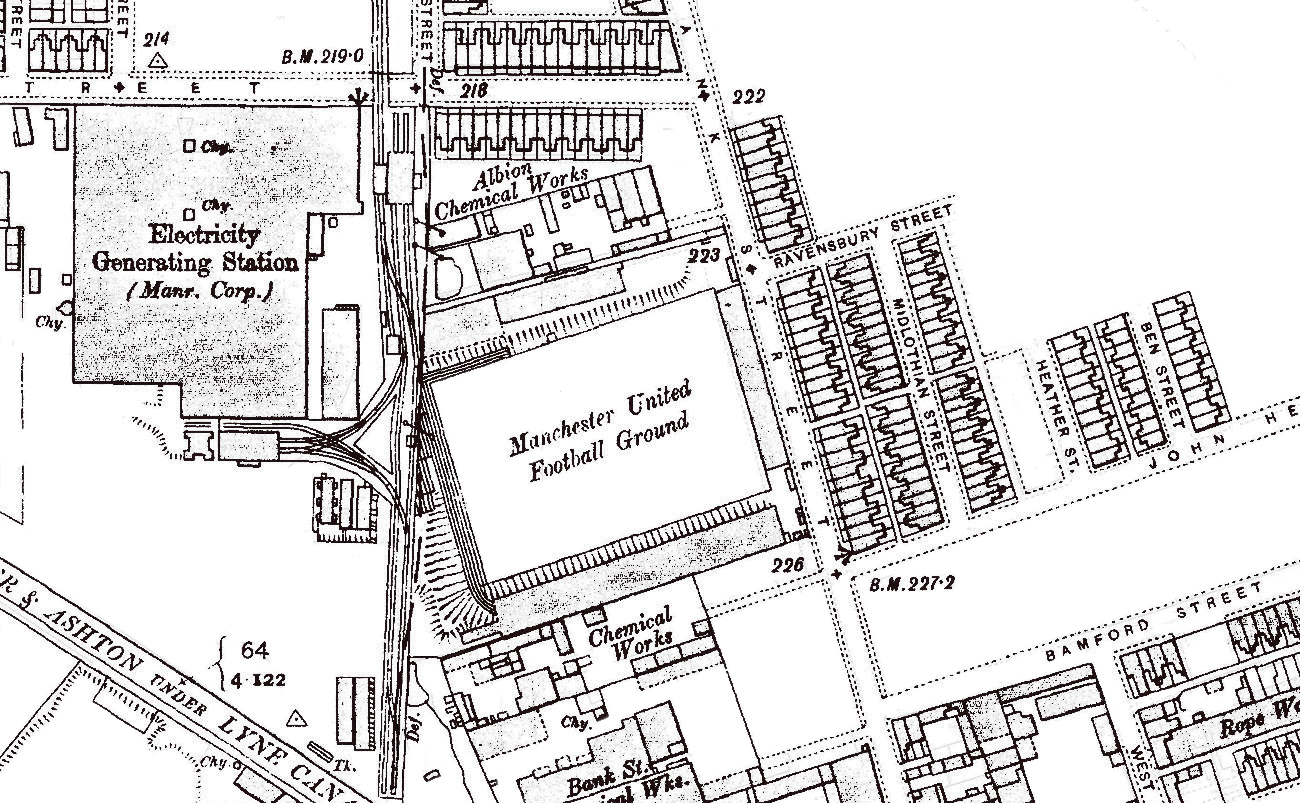
Karte der Umgebung der Bank Street, Manchester, Vereinigtes Königreich, um 1909.

Als das Stadion in der Bank Street 1902 vorübergehend von Gerichtsvollziehern geschlossen wurde, sammelte Klubkapitän Harry Stafford genug Geld, um das nächste Auswärtsspiel des Klubs bei Bristol City zu bezahlen, und fand für das nächste Reservespiel gegen Padiham ein provisorisches Stadion in Harpurhey. Nach einer finanziellen Investition zahlte der neue Vereinspräsident John Henry Davies 500 Pfund für den Bau einer neuen Tribüne mit 1.000 Plätzen in der Bank Street. Innerhalb von vier Jahren war das Stadion auf allen vier Seiten überdacht und bot Platz für etwa 50.000 Zuschauer, von denen einige von der Tribüne auf der Haupttribüne aus zusehen konnten.

### 1910 bis heute: Old Trafford
Nach dem ersten Ligatitel von Manchester United im Jahr 1908 und dem FA-Cup ein Jahr später wurde beschlossen, dass die Bank Street für Davies’ Ambitionen zu eng war; im Februar 1909, sechs Wochen vor dem ersten FA-Cup-Titel des Vereins, wurde Old Trafford zur Heimstätte von Manchester United ernannt, nachdem das Grundstück für rund 60.000 £ erworben worden war. Dem Architekten Archibald Leitch wurde ein Budget von 30.000 £ für den Bau zur Verfügung gestellt; die ursprünglichen Pläne sahen eine Kapazität von 100.000 Sitzplätzen vor, die jedoch aufgrund von Budgetbeschränkungen auf 77.000 reduziert werden musste. Das Gebäude wurde von den Firmen Brameld und Smith aus Manchester errichtet. Der Zuschauerrekord des Stadions wurde am 25. März 1939 verzeichnet, als ein FA-Cup-Halbfinale zwischen den Wolverhampton Wanderers und Grimsby Town 76.962 Zuschauer anlockte.

Die Bombardierung im Zweiten Weltkrieg zerstörte einen Großteil des Stadions; von diesem Viertel blieb nur der Mitteltunnel in der Südtribüne übrig. Nach dem Krieg erhielt der Verein von der War Damage Commission eine Entschädigung in Höhe von 22.278 £. Während des Wiederaufbaus trug die Mannschaft ihre Heimspiele auf dem Gelände von Manchester City an der Maine Road aus; Manchester United erhielt eine jährliche Gebühr von 5.000 Pfund sowie einen nominellen Prozentsatz der Zuschauereinnahmen. Zu den späteren Verbesserungen gehörte die Anbringung von Dächern, zunächst am Stretford End und dann an der Nord- und Osttribüne. Die Dächer wurden von Säulen getragen, die vielen Fans die Sicht versperrten, und wurden schließlich durch eine freitragende Konstruktion ersetzt. Die Stretford-End-Tribüne war die letzte Tribüne, die ein freitragendes Dach erhielt, das rechtzeitig zur Saison 1993/94 fertiggestellt wurde. Am 25. März 1957 wurden vier 55 m hohe Pylone errichtet, die 54 einzelne Flutlichter beherbergten und 40.000 £ kosteten. Diese wurden 1987 abgebaut und durch ein in das Dach jeder Tribüne eingelassenes Beleuchtungssystem ersetzt, das bis heute in Betrieb ist.

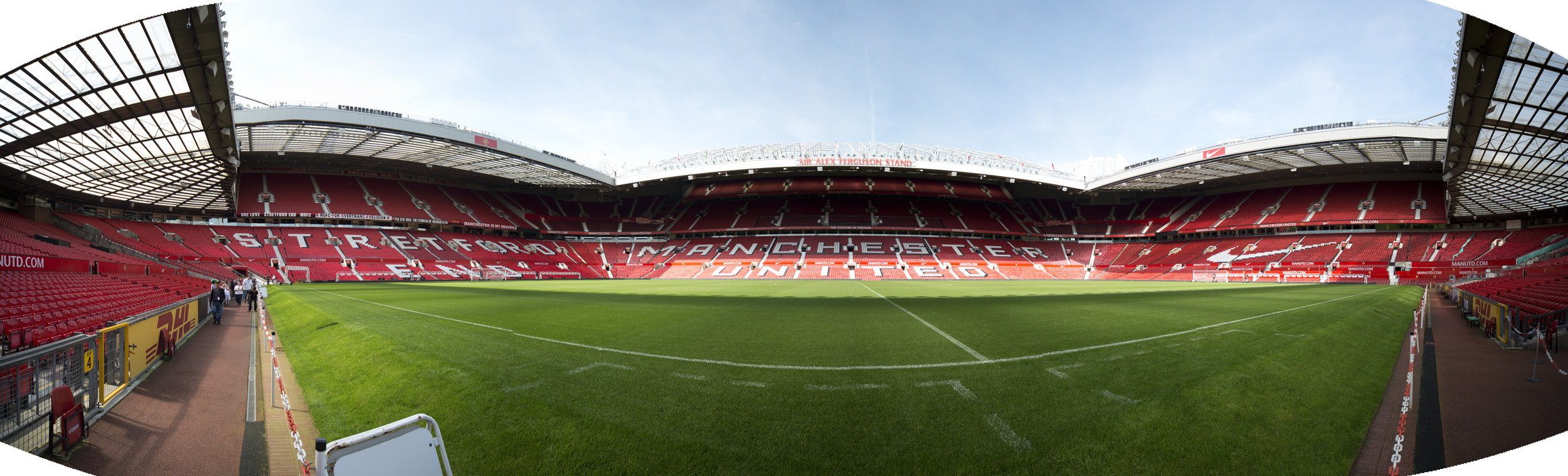
Old Trafford

Aufgrund der Forderung des Taylor-Berichts nach einem reinen Sitzplatzstadion sank die Kapazität des Old Trafford bis 1993 auf rund 44.000 Zuschauer. Im Jahr 1995 wurde die Nordtribüne in drei Ränge umgebaut, wodurch die Kapazität auf etwa 55.000 Plätze erhöht wurde. Am Ende der Saison 1998/99 wurden die Ost- und die Westtribüne um zweite Ränge erweitert, wodurch sich die Kapazität auf rund 67.000 erhöhte. Zwischen Juli 2005 und Mai 2006 wurden weitere 8.000 Sitzplätze durch zweite Ränge im nordwestlichen und nordöstlichen Quadranten hinzugefügt. Ein Teil der neuen Sitzplätze wurde zum ersten Mal am 26. März 2006 genutzt, als mit 69.070 Zuschauern ein neuer Premier-League-Rekord aufgestellt wurde. Der Rekord wurde immer weiter nach oben geschraubt und erreichte seinen Höhepunkt am 31. März 2007, als 76.098 Zuschauer den 4:1-Sieg von Manchester United gegen die Blackburn Rovers sahen, wobei nur 114 Plätze (0,15 % der Gesamtkapazität von 76.212) unbesetzt blieben. 2009 führte eine Neuordnung der Sitzplätze zu einer Verringerung der Kapazität um 255 auf 75.957. Manchester United hat nach Borussia Dortmund den zweithöchsten Zuschauerschnitt aller europäischen Fußballvereine. 2021 erklärte der Co-Vorsitzende von Manchester United, Joel Glazer, dass die Planungen für die Umgestaltung von Old Trafford in einem frühen Stadium" seien. Dies geschah nach "zunehmender Kritik" an der mangelnden Entwicklung des Stadions seit 2006.

### Trainingsstätten
Bis 1951 trainierten die Mannschaften im Old Trafford, da kein Trainingsplatz existierte. Dadurch wurde jedoch des Öfteren der Rasen im Stadion sehr stark beansprucht, weshalb man schließlich The Cliff, ein Trainingsgelände in Broughton in der Region Greater Manchester, kaufte. Das Trainingsgelände wurde zuvor bis 1933 von den Broughton Rangers, einem Rugby Club, genutzt. Die Tatsache, dass im Old Trafford bis 1957 keine Flutlichtstrahler installiert waren, sorgte dafür, dass einige Abendspiele auf dem Trainingsgelände ausgetragen wurden. Die Jugendmannschaft mit den späteren Stars wie Duncan Edwards oder John Doherty sorgte mit einem 23:0-Sieg gegen Nantwich Town für den bis heute höchsten Sieg im Youth-FA Cup.
Gegen Ende des 20. Jahrhunderts wurde beschlossen, ein neues Trainingszentrum in Carrington zu nutzen. Grund hierfür war die Meinung Fergusons, dass The Cliff zu öffentlich wäre und so die Gefahr bestünde, dass die Taktik öffentlich bekannt gegeben werde. So kam es, dass die Profimannschaft, die Reserve und die Akademie in das Trafford Training Centre umzogen. Jedoch wird The Cliff heute noch von diversen Jugendmannschaften des Vereins sowohl für den Trainings- als auch für den Spielbetrieb genutzt. Auch die englische Nationalmannschaft nutzte das Trainingsgelände gelegentlich für das Training vor Länderspielen im Old Trafford. Seit dem 26. Juli 2000 ist das neue Trainingszentrum in Betrieb. Durch die Fertigstellung der Akademie im Jahr 2002 befinden sich nun alle Jugendmannschaften, von der U-9 bis zur U-16, auf dem Trainingsgelände. Neben verschiedenen Trainingsmöglichkeiten wie Basketball und den 14 Fußballfeldern befinden sich die Praxen der Physiotherapeuten sowie Büros und ein vereinseigenes Restaurant für Spieler und Trainer auf dem Gelände. MUTV (der eigene Fernsehsender) hat ebenfalls seine Studios auf dem Gelände errichtet. Umgeben wird das Stadion von 30.000 Bäumen, welche zur Abschirmung des Geländes dienen.
Anfang April 2013 gab Manchester United außerdem offiziell bekannt, den Namen der derzeitigen Trainingsstätte an den Trikotsponsor AON Corporation zu verkaufen. Des Weiteren erhält das Unternehmen auch einen Druck auf dem Trainingsgewand und wirbt für Manchester United bei Überseetouren. Der Vertrag beläuft sich vorerst auf acht Jahre und bringt dem Verein geschätzte 184 bis 230 Millionen Euro ein.

### Zuschauerschnitt
Der höchste Zuschauerschnitt stammt aus der Spielzeit 2006/07 mit 75.826 Besuchern. Der niedrigste Schnitt wurde in der Start-Saison der Premier League, 1992/93, erzielt. Nur 35.084 Fans kamen pro Spiel ins Old Trafford. 1992 wurde die Premier League als höchste englische Spielklasse eingeführt und löste die First Division ab.
Die Angaben zu den Zuschauerzahlen (und somit auch den Rekorden) variieren je nach Zählweise. Während Manchester United wie andere Vereine auch als Besucherzahl immer die Anzahl der verkauften Karten angab, zählte die Polizei aus Sicherheitsgründen die Zahl der tatsächlich im Stadion erscheinenden Zuschauer: Bis April 2013 hatte Manchester United nach diesen Zahlen in der Saison 2012/13 einen Zuschauerschnitt von 61.739, der Verein hingegen gab ihn mit 73.653 an. Bei einem Champions-League-Spiel im Dezember 2012 gegen CFR Cluj wurden 71.521 Karten verkauft, aber nur 46.894 Besucher waren laut Polizei zum Spiel erschienen.
- 1975/76: 54.686 (First Division)
- 1976/77: 53.711 (First Division)
- 1977/78: 51.831 (First Division)
- 1978/79: 46.526 (First Division)
- 1979/80: 51.547 (First Division)
- 1980/81: 45.056 (First Division)
- 1981/82: 44.688 (First Division)
- 1982/83: 41.574 (First Division)
- 1983/84: 42.521 (First Division)
- 1984/85: 43.011 (First Division)
- 1985/86: 46.322 (First Division)
- 1986/87: 40.627 (First Division)
- 1987/88: 39.105 (First Division)
- 1988/89: 36.489 (First Division)
- 1989/90: 38.979 (First Division)
- 1990/91: 43.242 (First Division)
- 1991/92: 44.985 (First Division)
- 1992/93: 35.084 (Premier League)
- 1993/94: 44.244 (Premier League)
- 1994/95: 43.677 (Premier League)
- 1995/96: 41.681 (Premier League)
- 1996/97: 55.081 (Premier League)
- 1997/98: 55.164 (Premier League)
- 1998/99: 55.188 (Premier League)
- 1999/2000: 58.017 (Premier League)
- 2000/01: 67.490 (Premier League)
- 2001/02: 67.558 (Premier League)
- 2002/03: 67.602 (Premier League)
- 2003/04: 67.607 (Premier League)
- 2004/05: 67.871 (Premier League)
- 2005/06: 68.765 (Premier League)
- 2006/07: 75.826 (Premier League)
- 2007/08: 75.691 (Premier League)
- 2008/09: 75.304 (Premier League)
- 2009/10: 74.864 (Premier League)
- 2010/11: 75.109 (Premier League)
- 2011/12: 75.387 (Premier League)
- 2012/13: 75.530 (Premier League)
- 2013/14: 75.207 (Premier League)
- 2014/15: 75.335 (Premier League)
- 2015/16: 75.286 (Premier League)
- 2016/17: 75.290 (Premier League)
- 2017/18: 74.976 (Premier League)
- 2018/19: 74.498 (Premier League)
- 2019/20: 72.726  COVID-19 (Premier League)
- 2020/21: 5.000 COVID-19a (Premier League)
- 2021/22: 72.916 (Premier League)
- 2022/23: 73.927 (Premier League)
- 2023/24: 73.535 (Premier League)

## Erfolge

### National
- Englische Fußballmeisterschaft
  - Meister: 1908, 1911, 1952, 1956, 1957, 1965, 1967, 1993, 1994, 1996, 1997, 1999, 2000, 2001, 2003, 2007, 2008, 2009, 2011, 2013
  - Vizemeister: 1947, 1948, 1949, 1951, 1959, 1964, 1968, 1980, 1988, 1992, 1995, 1998, 2006, 2010, 2012, 2018, 2021
  - Dritter: 1976, 1982, 1983, 2002, 2004, 2005, 2020, 2023
- Englischer Fußballpokal
  - Sieger: 1909, 1948, 1963, 1977, 1983, 1985, 1990, 1994, 1996, 1999, 2004, 2016, 2024
  - Finalist: 1957, 1958, 1976, 1979, 1995, 2005, 2007, 2018, 2023
- Englischer Fußball-Ligapokal
  - Sieger: 1992, 2006, 2009, 2010, 2017, 2023
  - Finalist: 1983, 1991, 1994, 2003
- Englischer Fußball-Superpokal (FA-Community-Shield)
  - Sieger: 1908, 1911, 1952, 1956, 1957, 1965, 1967, 1977, 1983, 1990, 1993, 1994, 1996, 1997, 2003, 2007, 2008, 2010, 2011, 2013, 2016
  - Finalist: 1948, 1963, 1985, 1998, 1999, 2000, 2001, 2004, 2009, 2024

### International
- Europapokal der Landesmeister/Champions League
  - Sieger: 1968, 1999, 2008
  - Finalist: 2009, 2011
- Europapokal der Pokalsieger
  - Sieger: 1991
- UEFA Europa League
  - Sieger: 2017
  - Finalist: 2021, 2025
- UEFA Super Cup
  - Sieger: 1991
  - Finalist: 1999, 2008, 2017
- Fußball-Weltpokal
  - Sieger: 1999
- FIFA-Klub-Weltmeisterschaft
  - Sieger: 2008

## Ligazugehörigkeit
- 1892/93–1893/94 First Division
- 1894/95–1905/06 Second Division
- 1906/07–1921/22 First Division
- 1922/23–1924/25 Second Division
- 1925/26–1930/31 First Division
- 1931/32–1935/36 Second Division
- 1936/37 First Division
- 1937/38 Second Division
- 1938/39–1973/74 First Division
- 1974/75 Second Division

Ligazugehörigkeit von 1893 bis 2024

- seit 1975/76 First Division/Premier League

## Spieler

### Kader 2024/25
- Stand: 25. April 2025[83]

| Nr.        | Nat.           | Name               | Geburtstag    | im Verein seit | Vertrag bis |     |
| Tor        | Tor            | Tor                | Tor           | Tor            | Tor         | Tor |
| ---------- | -------------- | ------------------ | ------------- | -------------- | ----------- | --- |
| 01         | Turkei         | Altay Bayındır     | 14. Apr. 1998 | 2023           | 2027        |     |
| 22         | England        | Tom Heaton         | 15. Apr. 1986 | 2021           | 2025        |     |
| 24         | Kamerun        | André Onana        | 2. Apr. 1996  | 2023           | 2028        |     |
| Abwehr     |                |                    |               |                |             |     |
| 02         | Schweden       | Victor Lindelöf    | 17. Juli 1994 | 2017           | 2025        |     |
| 03         | Marokko        | Noussair Mazraoui  | 14. Nov. 1997 | 2024           | 2028        |     |
| 04         | Niederlande    | Matthijs de Ligt   | 12. Aug. 1999 | 2024           | 2029        |     |
| 05         | England        | Harry Maguire      | 5. März 1993  | 2019           | 2026        |     |
| 06         | Argentinien    | Lisandro Martínez  | 18. Jan. 1998 | 2022           | 2027        |     |
| 13         | Danemark       | Patrick Dorgu      | 26. Okt. 2004 | 2025           | 2030        |     |
| 15         | Frankreich     | Leny Yoro          | 13. Nov. 2005 | 2024           | 2029        |     |
| 20         | Portugal       | Diogo Dalot        | 18. März 1999 | 2018           | 2028        |     |
| 23         | England        | Luke Shaw          | 12. Juli 1995 | 2014           | 2027        |     |
| 26         | England        | Ayden Heaven       | 22. Sep. 2006 | 2025           | 2029        |     |
| 35         | Nordirland     | Jonny Evans        | 3. Jan. 1988  | 2023           | 2025        |     |
| 41         | England        | Harry Amass        | 16. März 2007 | 2024           | 2027        |     |
| Mittelfeld |                |                    |               |                |             |     |
| 07         | England        | Mason Mount        | 10. Jan. 1999 | 2023           | 2028        |     |
| 08         | Portugal       | Bruno Fernandes    | 8. Sep. 1994  | 2020           | 2027        |     |
| 14         | Danemark       | Christian Eriksen  | 14. Feb. 1992 | 2022           | 2025        |     |
| 18         | Brasilien      | Casemiro           | 23. Feb. 1992 | 2022           | 2026        |     |
| 25         | Uruguay        | Manuel Ugarte      | 11. Apr. 2001 | 2024           | 2029        |     |
| 37         | England        | Kobbie Mainoo      | 19. Apr. 2005 | 2023           | 2027        |     |
| 43         | England        | Toby Collyer       | 3. Jan. 2004  | 2024           | 2027        |     |
| Sturm      |                |                    |               |                |             |     |
| 09         | Danemark       | Rasmus Højlund     | 4. Feb. 2003  | 2023           | 2028        |     |
| 11         | Niederlande    | Joshua Zirkzee     | 22. Mai 2001  | 2024           | 2029        |     |
| 16         | Elfenbeinküste | Amad Diallo        | 11. Juli 2002 | 2021           | 2030        |     |
| 17         | Argentinien    | Alejandro Garnacho | 1. Juli 2004  | 2022           | 2028        |     |

### (Ehemalige) Spieler des Vereins
Für eine komplette Auflistung aller Spieler von Manchester United siehe Liste der Spieler von Manchester United.

### Spieler des Jahres

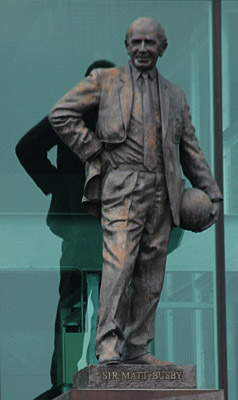
Sir Matt Busby-Statue vor der Osttribüne des Old Trafford

Der Titel Sir Matt Busby Spieler des Jahres wird jährlich an einen von den Anhängern des Vereins gewählten Spieler von Manchester United verliehen.
Die Auszeichnung wurde 1988 unter dem Namen MUFC Members Player of the Year eingeführt, erhielt jedoch nach dem Tod des langjährigen United-Trainers, Matt Busby, im Jahr 1996 ihren heutigen Namen. Ferner wurde zum damaligen Zeitpunkt eine Trophäe eingeführt, die eine verkleinerte Ausgabe der berühmten Busby-Statue vor der Osttribüne des Old Trafford darstellt.
Die Wahl findet gegen Ende jeder Saison statt, für gewöhnlich im April. Teilnahmeberechtigt waren zu Beginn nur die Mitglieder des offiziellen United-Fanclubs. Später konnten auch gewöhnliche Fans über ein in der Vereinszeitschrift enthaltenes Wahlformular an der Abstimmung teilnehmen. Heute findet die Wahl im Internet statt. Stimmberechtigt ist jeder, der ein Mitgliedsbenutzerkonto auf der Webseite des Vereins führt.
| Saison    | Nat.        | Spieler                 |
| --------- | ----------- | ----------------------- |
| 1987/88   | Schottland  | Brian McClair           |
| 1988/89   | England     | Bryan Robson            |
| 1989/90   | England     | Gary Pallister          |
| 1990/91   | Wales       | Mark Hughes             |
| 1991/92   | Schottland  | Brian McClair (2)       |
| 1992/93   | England     | Paul Ince               |
| 1993/94   | Frankreich  | Éric Cantona            |
| 1994/95   | Russland    | Andrei Kantschelskis    |
| 1995/96   | Frankreich  | Éric Cantona (2)        |
| 1996/97   | England     | David Beckham           |
| 1997/98   | Wales       | Ryan Giggs              |
| 1998/99   | Irland      | Roy Keane               |
| 1999/2000 | Irland      | Roy Keane (2)           |
| 2000/01   | England     | Teddy Sheringham        |
| 2001/02   | Niederlande | Ruud van Nistelrooy     |
| 2002/03   | Niederlande | Ruud van Nistelrooy (2) |
| 2003/04   | Portugal    | Cristiano Ronaldo       |
| 2004/05   | Argentinien | Gabriel Heinze          |
| 2005/06   | England     | Wayne Rooney            |
| 2006/07   | Portugal    | Cristiano Ronaldo (2)   |
| 2007/08   | Portugal    | Cristiano Ronaldo (3)   |
| 2008/09   | Serbien     | Nemanja Vidić           |
| 2009/10   | England     | Wayne Rooney (2)        |
| 2010/11   | Mexiko      | Chicharito              |
| 2011/12   | Ecuador     | Antonio Valencia        |
| 2012/13   | Niederlande | Robin van Persie        |
| 2013/14   | Spanien     | David de Gea            |
| 2014/15   | Spanien     | David de Gea (2)        |
| 2015/16   | Spanien     | David de Gea (3)        |
| 2016/17   | Spanien     | Ander Herrera           |
| 2017/18   | Spanien     | David de Gea (4)        |
| 2018/19   | England     | Luke Shaw               |
| 2019/20   | Portugal    | Bruno Fernandes         |
| 2020/21   | Portugal    | Bruno Fernandes (2)     |
| 2021/22   | Portugal    | Cristiano Ronaldo (4)   |
| 2022/23   | England     | Marcus Rashford         |
| 2023/24   | Portugal    | Bruno Fernandes (3)     |
| 2024/25   | Portugal    | Bruno Fernandes (4)     |

## Statistiken und Rekorde

### Spieler mit den meisten Toren
Hinweis: nur offizielle Wettkämpfe (inkl. Einwechslungen) – Die Angaben in Klammern stehen für die insgesamt absolvierten Spiele. Unter sonstige Spiele fallen das Community Shield, der Weltpokal und der UEFA Super Cup
| #  | Name                | Liga      | FA Cup  | Ligapokal | Europa   | Sonstige | Summe     |
| -- | ------------------- | --------- | ------- | --------- | -------- | -------- | --------- |
| 1  | Wayne Rooney        | 183 (393) | 22 (38) | 05 (20)   | 39 0(98) | 4 0(8)   | 253 (559) |
| 2  | Bobby Charlton      | 199 (606) | 19 (78) | 07 (24)   | 22 0(45) | 2 0(5)   | 249 (758) |
| 3  | Denis Law           | 171 (309) | 34 (46) | 03 (11)   | 28 0(33) | 1 0(5)   | 237 (404) |
| 4  | Jack Rowley         | 182 (380) | 26 (42) | 00 0(0)   | 00 00(0) | 3 0(2)   | 211 (424) |
| 5  | Dennis Viollet      | 159 (259) | 05 (18) | 01 0(2)   | 13 0(12) | 1 0(2)   | 179 (293) |
| 6  | George Best         | 137 (361) | 21 (46) | 09 (25)   | 11 0(34) | 1 0(4)   | 179 (470) |
| 7  | Ryan Giggs          | 114 (672) | 12 (74) | 12 (41)   | 29 (157) | 1 (19)   | 168 (963) |
| 7  | Joe Spence          | 158 (481) | 10 (29) | 00 0(0)   | 00 00(0) | 0 0(0)   | 168 (510) |
| 9  | Mark Hughes         | 120 (345) | 17 (46) | 16 (38)   | 09 0(33) | 1 0(5)   | 163 (467) |
| 10 | Ruud van Nistelrooy | 095 (150) | 14 (14) | 02 0(6)   | 38 0(47) | 1 0(2)   | 150 (219) |
| 10 | Paul Scholes        | 102 (466) | 13 (44) | 09 (21)   | 26 (130) | 0 (15)   | 150 (676) |

### Spieler mit den meisten Einsätzen
Hinweis: nur offizielle Wettkämpfe – Die Angaben in Klammern stehen für die Spiele, welche als Einwechslung absolviert wurden. Unter Sonstige fallen Charity Shield, Supercup, Weltpokal.
| #  | Name            | Liga      | FA Cup  | Ligapokal | Europa   | Sonstige | Summe     |
| -- | --------------- | --------- | ------- | --------- | -------- | -------- | --------- |
| 1  | Ryan Giggs      | 672 (116) | 74 (12) | 41 (6)    | 157 (23) | 19 (3)   | 963 (160) |
| 2  | Bobby Charlton  | 606 00(2) | 78 0(0) | 24 (0)    | 045 0(0) | 05 (0)   | 758 00(2) |
| 3  | Bill Foulkes    | 566 00(3) | 61 0(0) | 03 (0)    | 052 0(0) | 06 (0)   | 688 00(3) |
| 4  | Paul Scholes    | 499 0(95) | 41 (13) | 19 (6)    | 120 (15) | 14 (1)   | 718 (141) |
| 5  | Gary Neville    | 398 0(20) | 46 0(3) | 22 (1)    | 115 0(8) | 13 (2)   | 600 0(36) |
| 6  | Alex Stepney    | 433 00(0) | 44 0(0) | 35 (0)    | 023 0(0) | 04 (0)   | 539 00(0) |
| 7  | Tony Dunne      | 414 00(0) | 55 0(1) | 21 (0)    | 040 0(0) | 05 (0)   | 535 00(1) |
| 8  | Denis Irwin     | 368 0(12) | 43 0(1) | 31 (3)    | 075 0(2) | 12 (0)   | 529 0(18) |
| 9  | Joe Spence      | 481 00(0) | 29 0(0) | 00 (0)    | 000 0(0) | 00 (0)   | 510 00(0) |
| 10 | Arthur Albiston | 379 0(15) | 36 0(0) | 40 (2)    | 027 0(1) | 03 (0)   | 485 0(18) |

### Vereinsrekorde
- Siege
  - Die meisten Meisterschaftssiege in einer Saison – 28, Saison: 1905/06, 1956/57, 1999/2000, 2006/07, 2008/09
  - Die wenigsten Meisterschaftssiege in einer Saison – 6, Saison: 1892/93, 1893/94
- Unentschieden
  - Die meisten Unentschieden in der Meisterschaft – 18, First Division, 1980/81
  - Die wenigsten Unentschieden in der Meisterschaft – 2, First Division, 1893/94
- Niederlagen
  - Die meisten Meisterschaftsniederlagen in einer Saison – 27, First Division, 1930/31
  - Die wenigsten Meisterschaftsniederlagen in einer Saison – 3, Premier League, 1999/2000
- Tore
  - Die meisten in einer Saison erzielten Meisterschaftstore – 103, First Division, 1956/57 sowie 1958/59
  - Die meisten in einer Saison erzielten Meisterschaftstore (Premier League) – 97, Premier, League, 1999/2000
  - Die wenigsten in einer Saison erzielten Meisterschaftstore – 36, First Division, 1893/94
  - Die meisten in einer Saison kassierten Meisterschaftstore – 115, First Division, 1930/31
  - Die wenigsten in einer Saison kassierten Meisterschaftstore – 22, Premier League, 2007/08
- Punkte
  - Die meisten in einer Saison erzielten Meisterschaftspunkte (2-Punkte-Regelung) – 64 in 42 Spielen, First Division, 1956/57
  - Die wenigsten in einer Saison erzielten Meisterschaftspunkte (2-Punkte-Regelung)
    - 22 in 42 Spielen, First Division, 1930/31
    - 14 in 30 Spielen, First Division, 1893/94

  - Die meisten in einer Saison erzielten Meisterschaftspunkte (3-Punkte-Regelung)
    - 92 in 42 Spielen, Premier League, 1993/94
    - 91 in 38 Spielen, Premier League, 1999/2000

  - Die wenigsten in einer Saison erzielten Meisterschaftspunkte (3-Punkte-Regelung) – 48 in 38 Spielen, First Division, 1989/90
- Spiele
  - Debüts
    - Erstes Pflichtspiel – als Newton Heath gegen Blackburn Olympic Reserves, Lancashire Cup, 27. Oktober 1883 (2:7)
    - Erstes FA-Pokal Spiel – erste Qualifikationsrunde gegen die Fleetwood Rangers als Newton Heath, 30. Oktober 1886 (2:2)
    - Erstes Spiel in der Football Alliance – Newton Heath gegen Darwen, 22. September 1888 (4:3)
    - Erstes Spiel in der Football League – Newton Heath gegen Sunderland Albion, 21. September 1889 (4:1)
    - Erstes Spiel im Old Trafford – gegen Liverpool, 19. Februar 1910 (3:4)
    - Erstes Europapokalspiel – gegen Anderlecht im Messepokal, 12. September 1956 (0:2)
    - Erstes Ligapokalspiel – erste Runde gegen Exeter City, 19. Oktober 1960 (1:1)

  - Rekordsiege
    - Höchster Meisterschaftssieg – 10:1 (im Heimspiel gegen die Wolverhampton Wanderers in der First Division, 15. Oktober 1892)
    - Höchster Sieg im FA Cup – 8:0 (im Heimspiel gegen Yeovil Town, 12. Februar 1949)
    - Höchster Premier-League-Sieg – 9:0 (in den Heimspielen gegen Ipswich Town, 4. März 1995)
    - Höchster Auswärtssieg – 8:1 (gegen Nottingham Forest, 6. Februar 1999)
    - Höchster Sieg in einem Europapokalspiel – 10:0 (im Heimspiel gegen Anderlecht, 26. September 1956)

  - Rekordniederlagen
    - Höchste Meisterschaftsniederlage – 0:7 in den Auswärtsspielen
      - gegen die Blackburn Rovers, First Division, 10. April 1926
      - gegen Aston Villa, First Division, 27. Dezember 1930
      - gegen die Wolverhampton Wanderers, Second Division, 26. Dezember 1931
      - gegen Liverpool FC, Premier League, 5. März 2023

    - Höchste Heimniederlage in der First Division – 1:7 (gegen Newcastle United, First Division, 10. September 1927)
    - Höchste Heimniederlage in der Premier League – 1:6 (gegen Manchester City, Premier League, 23. Oktober 2011), 1:6 (gegen Tottenham Hotspur, Premier League, 4. Oktober 2020)
    - Höchste Niederlage im FA Cup – 1:7 (gegen Burnley, Erste Runde, 13. Februar 1901)
    - Höchste Europapokalniederlage – 0:5 (gegen Sporting, 18. März 1964)

  - Serien
    - Siege
      - Serie gewonnener Spiele (nur Meisterschaft) – 14 (15. Oktober 1904 bis 3. Januar 1905)

    - Niederlagen
      - Serie verlorener Spiele (nur Meisterschaft) – 14 (26. April 1930 bis 25. Oktober 1930)

    - Unentschieden
      - Längste Remis-Serie (nur Meisterschaft) – 6 (30. Oktober 1988 bis 27. November 1988)

    - Spiele ohne Niederlage
      - Serie ungeschlagener Spiele (alle Wettbewerbe) – 45 (26. Dezember 1998 bis 3. Oktober 1999)
      - Serie ungeschlagener Spiele (nur Meisterschaft) – 29 (26. Dezember 1998 bis 25. September 1999)
      - Serie ungeschlagener Auswärtsspiele (nur Meisterschaft) – 29 (17. Februar 2020 bis laufend)

  - Zuschauerrekorde
    - Höchste Zuschauerzahl bei einem Heimspiel – 83260 (gegen Arsenal an der Main Road in der First Division, 17. Januar 1948)
    - Höchste Zuschauerzahl bei einem Auswärtsspiel – 135000 (gegen Real Madrid, Europa Pokal, 11. April 1957)
    - Höchste Zuschauerzahl im Old Trafford – 76098 (gegen die Blackburn Rovers, 31. März 2007)
    - Niedrigste Zuschauerzahl bei einem Ligaspiel (nach dem Zweiten Weltkrieg) – 8456 (gegen Stoke City an der Maine Road, First Division, 5. Februar 1947)

### Spielerrekorde
- Individuelle Vereinsrekorde
  - Jüngster eingesetzter Spieler – David Gaskell, 16 Jahre, 19 Tage (gegen Manchester City, Charity Shield, 24. Oktober 1956)
  - Ältester eingesetzter Spieler – Billy Meredith, 46 Jahre, 281 Tage (gegen Derby County, First Division, 7. Mai 1921)
  - Ältester eingesetzter Spieler (nach dem Zweiten Weltkrieg) – Ryan Giggs, 40 Jahre, 85 Tage (gegen Crystal Palace, Premier League, 22. Februar 2014)
  - Rekordeinsätze ohne Unterbrechung – Steve Coppell, 206 (15. Januar 1977 bis 7. November 1981)
  - Die meisten Tore in einer Saison (wettbewerbsübergreifend) – 46, Denis Law (1963/64)
  - Die meisten Meisterschaftstore in einer Saison – 32, Dennis Viollet (1959/60)
  -  Die meisten Tore in einem Spiel – 6
    - Harold Halse (gegen Swindon Town, 25. September 1911)
    - George Best (gegen Northampton Town, 7. Februar 1970)

  - Das schnellste Tor – 15 Sekunden, Ryan Giggs (gegen Southampton, Premier League, 18. November 1995)
  - Schnellster Hattrick – 4 Minuten, Ernie Goldthorpe (gegen Notts County, Second Division, 10. Februar 1923)
  - Die meisten Hattricks – 18, Denis Law (3. November 1962 bis 17. April 1971)

### Bester Spieler in der Geschichte von Manchester United
Im Jahr 2011 wählten die Leser des offiziellen Clubmagazins Inside United und die User der offiziellen Homepage den großartigsten Spieler der Vereinsgeschichte und kamen dabei zu folgendem Ergebnis:
1. Ryan Giggs
2. Éric Cantona
3. George Best
4. Bobby Charlton
5. Cristiano Ronaldo
6. Paul Scholes
7. David Beckham
8. Roy Keane
9. Peter Schmeichel
10. Wayne Rooney

## Auszeichnungen
Die italienische Sportzeitung Gazzetta dello Sport wählte den Fußballklub 1999 zur „Weltmannschaft des Jahres“.

## Manchester United Reserves und Akademie
Manchester ist seit Jahren dafür bekannt im Jugendbereich hervorragende Arbeit zu leisten. So kamen große Spieler wie Ryan Giggs, Bobby Charlton, Bill Foulkes, Paul Scholes und Gary Neville aus dem Jugendsystem heraus.
Nach der Ankunft Alex Fergusons 1986 machte er sich umgehend daran, bei United langfristig orientierte Strukturen aufzubauen. Dazu modernisierte er zunächst die Jugendarbeit des Vereins und engagierte eine Reihe von Talentscouts. So entsprangen in den 1980er Jahren aus der Jugendakademie von Manchester United u. a. Spieler wie Russell Beardsmore, Tony Gill, Deiniol Graham, Jules Maiorana, Lee Martin, Mark Robins, Lee Sharpe, David Wilson und Clayton Blackmore.
Zu den bekanntesten und erfolgreichsten Jahrgängen aus der Jugendabteilung Uniteds zählt die sogenannte „Class of ‘92“ (Klasse von 1992). Zu deren bekanntesten Vertretern zählen David Beckham, Nicky Butt, Ryan Giggs, die Brüder Gary und Phil Neville und Paul Scholes. Darüber hinaus sind ebenfalls Spieler wie Chris Casper, Terry Cooke, Simon Davies, Keith Gillespie, Colin McKee, Pat McGibbon, John O’Kane, Kevin Pilkinton, George Switzer, Ben Thornley und Wes Brown bekannt geworden.
In den 2000ern sind u. a. John O’Shea und Darren Fletcher aus der Jugendabteilung hervorgegangen. Aktueller ehemaliger Jugendspieler im Kader von Manchester United ist Marcus Rashford.
Fergusons Absicht war es bei seinem Antritt, den damals hohen Altersschnitt in der 1. Mannschaft zu senken und vermehrt auf die Jugend zu setzen. So versuchte er stets auf dem Platz junge und erfahrene Spieler bei der Aufstellung zu kombinieren. Nach einer Niederlage von Manchester United gegen Aston Villa am 19. August 1995, äußerte sich der ehemalige Liverpool-Spieler und TV-Experte Alan Hansen mit den später oft zitierten Worten „You won’t win anything with kids.“ (deutsch: „Mit Kindern wirst du nichts gewinnen.“) Dieser berühmten Fehleinschätzung der Mannschaft von Manchester United zum Trotz, gewann das so gescholtene Team, in dessen Reihen Gary Neville, Phil Neville, David Beckham, Paul Scholes und Nicky Butt – alle 20 Jahre alt oder jünger – standen, im weiteren Verlauf das Double aus Meisterschaft und FA Cup und besiegte dabei im Pokalendspiel mit dem FC Liverpool Hansens ehemaligen Verein.
Neben diversen Jugendteams gibt es die Reserves, welche der zweiten Mannschaft im deutschen Fußball entsprechen würde. In dieser Mannschaft sind jene Spieler untergebracht, die aus dem Jugendprogramm herausgewachsen sind und noch nicht in den Profikader befördert wurden. Jedoch wird die Reservemannschaft auch dazu gebraucht, Spielern aus dem Profikader, welche lange Zeit verletzt waren, Spielpraxis zu geben und sie so wieder langsam an das Spiel heranzuführen. Von Sommer 2008 bis 2011 wurde das Team von Ole Gunnar Solskjær trainiert und spielt derzeit in der Premier Reserve League Nord. Seit Einführung der Liga konnte dreimal die Meisterschaft gewonnen werden (2002, 2005 und 2006). Die Reserves trugen bis 2013 alle Heimspiele in der Moss Lane in Altrincham aus, welche 6000 Plätze umfasst. Zuvor musste man entweder das Victoria Stadium von Northwich Victoria oder das Ewen Fields von Hyde United nutzen.
Seit 2013 ist das AJ Bell Stadium die neue Heimstätte der Reserves.

## Trainerchronik

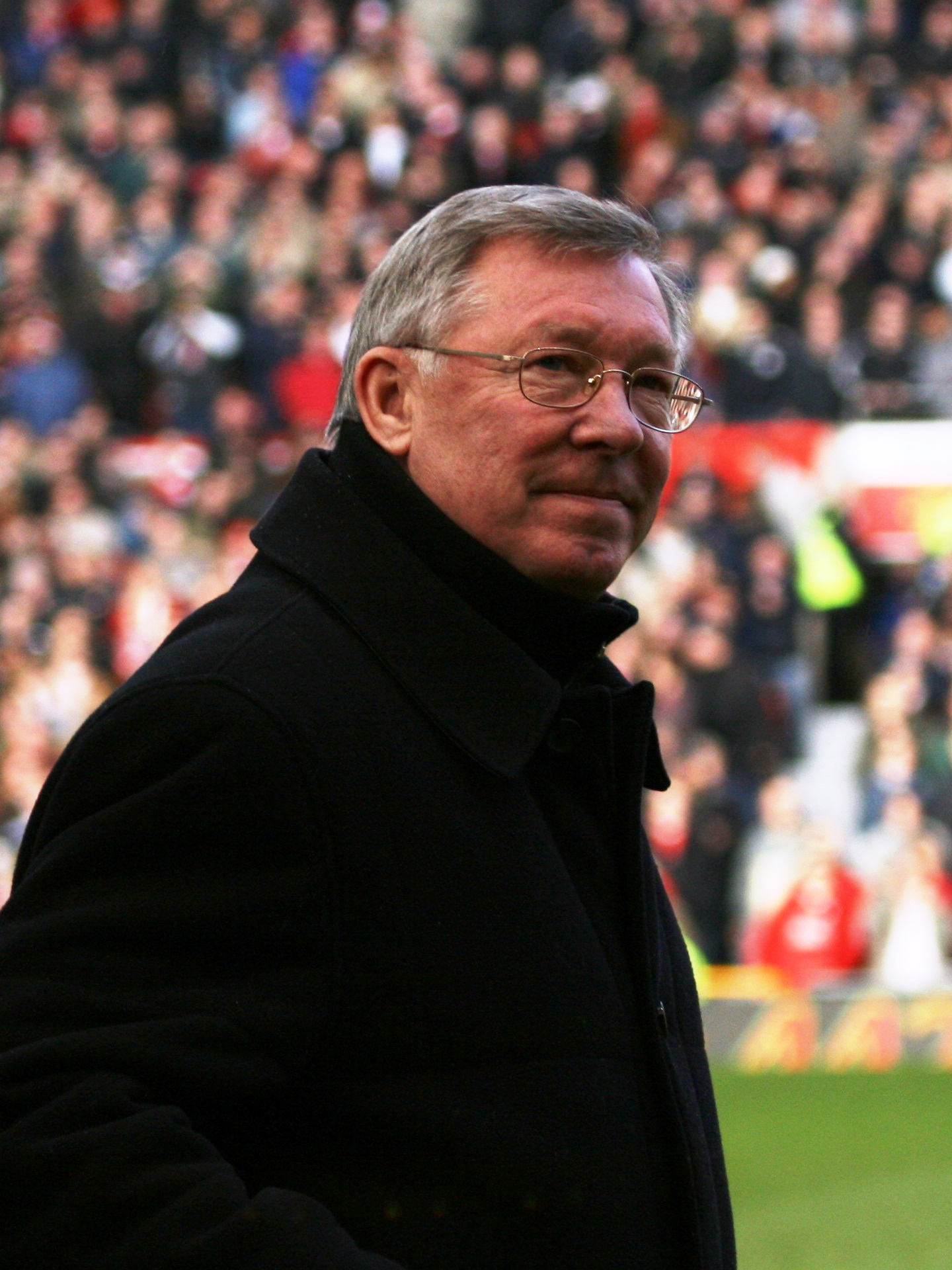
Alex Ferguson, Trainer von Manchester United von 1986 bis 2013.

Stand: 21. November 2024. Nur offizielle Spiele wurden berücksichtigt.
(P,S,U,N=Anzahl Spiele/Siege/Unentschieden/Niederlagen; T+/T-=Anzahl Treffer/Gegentreffer)
| Name                          | Nation      | Von           | Bis           | Statistik | Statistik | Statistik | Statistik | Statistik | Statistik |
| Name                          | Nation      | Von           | Bis           | P         | S         | U         | N         | T+        | T-        |
| ----------------------------- | ----------- | ------------- | ------------- | --------- | --------- | --------- | --------- | --------- | --------- |
| A. H. Albut                   | England     | 1892          | 1900          | 278       | 124       | 47        | 107       | ?         | ?         |
| James West                    | England     | 1900          | 28. Sep. 1903 | 113       | 46        | 20        | 47        | ?         | ?         |
| J. Ernest Mangnall            | England     | 30. Sep. 1903 | 09. Sep. 1912 | 369       | 200       | 76        | 93        | ?         | ?         |
| John Bentley                  | England     | Okt. 1912     | Dez. 1914     | 91        | 36        | 19        | 36        | ?         | ?         |
| Jack Robson                   | England     | 21. Dez. 1914 | Okt. 1921     | 121       | 38        | 36        | 47        | ?         | ?         |
| John Chapman                  | England     | 01. Nov. 1921 | 7. Okt. 1926  | 220       | 86        | 58        | 76        | ?         | ?         |
| Lal Hilditch                  | England     | Okt. 1926     | Apr. 1927     | 31        | 9         | 8         | 14        | ?         | ?         |
| Herbert Bamlett               | England     | Apr. 1927     | Apr. 1931     | 200       | 61        | 48        | 91        | ?         | ?         |
| Walter Crickmer               | England     | Apr. 1931     | Juli 1932     | 49        | 19        | 20        | 10        | ?         | ?         |
| Scott Duncan                  | Schottland  | 01. Aug. 1932 | Nov. 1937     | 223       | 88        | 85        | 50        | ?         | ?         |
| Walter Crickmer               | England     | Nov. 1937     | 1945          | 108       | 45        | 29        | 34        | ?         | ?         |
| Matt Busby                    | Schottland  | 19. Feb. 1945 | Juni 1969     | 1120      | 565       | 263       | 292       | 2286      | 1536      |
| Wilf McGuinness               | England     | Juni 1969     | 29. Dez. 1970 | 91        | 33        | 34        | 24        | ?         | ?         |
| Matt Busby                    | Schottland  | 29. Dez. 1970 | 08. Juni 1971 | 21        | 11        | 3         | 7         | 38        | 30        |
| Frank O’Farrell               | Irland      | 09. Juni 1971 | 19. Dez. 1972 | 82        | 30        | 24        | 28        | ?         | ?         |
| Tommy Docherty                | Schottland  | 30. Dez. 1972 | 04. Juli 1977 | 215       | 99        | 62        | 54        | ?         | ?         |
| Dave Sexton                   | England     | 14. Juli 1977 | 30. Apr. 1981 | 191       | 75        | 52        | 64        | ?         | ?         |
| Ron Atkinson                  | England     | Juni 1981     | 06. Nov. 1986 | 292       | 146       | 67        | 79        | ?         | ?         |
| Alex Ferguson                 | Schottland  | 06. Nov. 1986 | 30. Juni 2013 | 1500      | 895       | 338       | 267       | 2769      | 1365      |
| David Moyes                   | Schottland  | 01. Juli 2013 | 22. Apr. 2014 | 51        | 27        | 9         | 15        | 86        | 54        |
| Ryan Giggs (interim)          | Wales       | 22. Apr. 2014 | 30. Juni 2014 | 4         | 2         | 1         | 1         | 8         | 3         |
| Louis van Gaal                | Niederlande | 01. Juli 2014 | 23. Mai 2016  | 103       | 54        | 25        | 24        | 158       | 98        |
| José Mourinho                 | Portugal    | 01. Juli 2016 | 18. Dez. 2018 | 144       | 84        | 32        | 28        | 244       | 121       |
| Ole Gunnar Solskjær           | Norwegen    | 19. Dez. 2018 | 20. Nov. 2021 | 168       | 91        | 37        | 40        | 323       | 165       |
| Michael Carrick (interim)     | England     | 21. Nov. 2021 | 02. Dez. 2021 | 3         | 2         | 1         | 0         | 6         | 3         |
| Ralf Rangnick (interim)       | Deutschland | 03. Dez. 2021 | 22. Mai 2022  | 29        | 11        | 10        | 8         | 37        | 37        |
| Erik ten Hag                  | Niederlande | 01. Juli 2022 | 28. Okt. 2024 | 45        | 32        | 6         | 7         | 85        | 47        |
| Ruud van Nistelrooy (interim) | Niederlande | 28. Okt. 2024 | 10. Nov. 2024 | 4         | 3         | 1         | 0         | 11        | 3         |
| Rúben Amorim                  | Portugal    | 11. Nov. 2024 |               |           |           |           |           |           |           |

## Frauenfußball
1977 wurde die Abteilung unter dem Namen Manchester United Supporters Club Ladies gegründet. Als Teil der Three Counties League 1979 gehörte das Team zu den ersten Mannschaften der North West Women’s Football League im Jahr 1989. Im selben Jahr wurde auch der Name der Abteilung in Manchester United Ladies FC geändert. In der Saison 1998/99 spielte die Mannschaft erstmals in der dritthöchsten Spielklasse. Vor Beginn der Saison 2001/02 wurde die Frauenmannschaft schließlich vollständig in den Verein eingegliedert. Aus finanziellen Gründen jedoch wurde zu Beginn der Saison 2004/05 beschlossen, sämtliche Frauenmannschaften zurückzuziehen. Die Entscheidung, hauptsächlich durch die Übernahme Glazers bedingt, sollte dazu beitragen, einen höheren Gewinn zu erwirtschaften. Trotz heftiger Proteste der Fans blieb die Entscheidung endgültig. Heute ist die Abteilung ausschließlich im Jugendbereich tätig.
Nach der Genehmigung der Football Association gab es zur Saison 2018/19 eine Frauenmannschaft des Clubs namens Manchester United Women. Sie trat in der FA Women’s Championship, die sie gewann und damit ab der Saison 2019/20 in der WSL spielen kann. Ansässig ist das Team in Broughton, Salford. Dort wurde das alte Trainingsgelände der Red Devils, The Cliff, wieder hergerichtet.

## Basketball
In der Saison 1984/85 übernahm United die Kontrolle über die Vikings, einer in Warrington spielenden Mannschaft in der höchsten nationalen Spielklasse „National Basketball League“, und holte die in Stockport gegründete Mannschaft nach Manchester zurück. Unter Trainer Joe Whelton erreichte man am Ende den zweiten Platz in der Liga vor dem lokalen Rivalen Manchester Giants, der anschließend mit United vereinigt wurde. Das Finalspiel der Play-offs gewann man gegen die Kingston Kings. In der Saison 1985/86 erreichte man am Ende der Spielzeit den ersten Platz in der Liga, dem ein dritter Platz 1987 folgte. Anschließend wurde zusammen mit den besten schottischen Mannschaften die geschlossene Profiliga British Basketball League gegründet, in der United im Halbfinale der Play-offs gegen FC Portsmouth verlor. Die erste Spielzeit der BBL war jedoch wenig erfolgreich, nachdem sich am Ende der Saison bereits vier von 15 Mannschaften aus der Liga wieder abmeldeten. Auch United verkaufte seine Mannschaft weiter, die in der Folge zunächst als Eagles und dann wieder als Manchester Giants weiter in der BBL spielten.